# Big Four (tennis)
Pour les articles homonymes, voir Big Four.
En tennis, le Big Four (littéralement « les quatre grands » en anglais) est le nom donné aux quatre joueurs qui dominent le circuit international à partir de la fin des années 2000 : le Suisse Roger Federer, l'Espagnol Rafael Nadal, le Serbe Novak Djokovic et l'Écossais Andy Murray. Ce terme est utilisé depuis 2011 dans la presse et a été repris dès 2012 par les joueurs eux-mêmes,,,,. Cette expression coexiste avec celle de « Big Three », qui se centre sur le trio formé par Federer, Nadal et Djokovic. Inversement, ils ont parfois été surnommés « Big Five » avec l'ajout de Stanislas Wawrinka, lorsque celui-ci remporte trois titres Grand Chelem entre 2014 et 2016.
Ces quatre joueurs ont notamment remporté tous les tournois du Grand Chelem entre Roland-Garros 2005 et l'US Open 2013, excepté l'US Open 2009 remporté par l'Argentin Juan Martín del Potro, soit 35 tournois sur 36 possibles. Avant 2008, cette domination était restreinte à la rivalité Federer-Nadal. Depuis le premier sacre de Roger Federer à Wimbledon en 2003, le Big Four a remporté 66 des 76 derniers Grand Chelem.
Le Big Four occupe exclusivement, chacun de ses membres à tour de rôle, la place de numéro 1 mondial au classement ATP du 2 février 2004 au 28 février 2022, date à laquelle le Russe Daniil Medvedev accède à la première place mondiale. Les règnes de Roger Federer et de Novak Djokovic bornent donc cette période de dix-huit ans de monopole. Le Big Four a occupé les deux premières places mondiales de manière continue du 25 juillet 2005 au 15 mars 2021, quand Daniil Medvedev parvient au deuxième rang mondial. Enfin, le Big Four occupe les 4 premières places du classement de fin d'année consécutivement de 2008 à 2012, la plus longue domination pour un quatuor de joueurs dans l'histoire du tennis.
Entre 2011 et 2016, seuls quatre joueurs non-membres du Big Four ont remporté au moins un titre important (Grand Chelem, Masters 1000, Jeux olympiques et Masters) : deux joueurs en ont remporté plusieurs (Stanislas Wawrinka : l'Open d'Australie 2014, le Masters 1000 de Monte-Carlo 2014, Roland-Garros 2015 et l'US Open 2016 ; et Marin Čilić : l'US Open 2014 et le Masters 1000 de Cincinnati en 2016) et deux joueurs en ont remporté un (David Ferrer : le Masters 1000 de Paris en 2012 ; et Jo-Wilfried Tsonga : le Masters 1000 de Toronto en 2014). Le Big Four a donc remporté, durant ces six années, 78 titres importants sur 86 possibles, soit un peu plus de 90 %.
De 2017 à 2023, le Big Four reste dominant dans les tournois du Grand Chelem et maintient toujours un membre au sommet de la hiérarchie. Cependant, les quatre joueurs sont de plus en plus contraints à des arrêts de longue durée pour cause de blessure, et le poids de l'âge se fait ressentir, face à une jeune génération qui remporte plus souvent le reste des tournois importants (Masters 1000 et Masters). Sur les saisons 2017 et 2018, 4 tournois de Masters 1000 et, surtout, le tournoi Masters, soit 5 titres importants au total chaque saison, ont échappé au Big Four qui a donc perdu, sur moins de 2 saisons, autant de titres importants que sur l'intégralité des 6 saisons précédentes. En 2019, encore une fois, 4 tournois Masters 1000 et le tournoi Masters ont échappé au Big Four.
Représentant leur pays, ils ont joué un rôle essentiel en menant leur pays à la victoire en Coupe Davis, Hopman Cup, ATP Cup et aux Jeux olympiques. En Coupe Davis, Nadal a aidé l'Espagne à remporter le titre lors de cinq éditions, Djokovic et Federer ont aidé la Serbie (2010) et la Suisse (2014) à remporter leur premier titre dans la compétition, et Murray a aidé la Grande-Bretagne à remporter le titre en 2015. Dans le cadre de la Coupe ATP, Djokovic a mené la Serbie à la victoire lors de l'édition inaugurale en 2020. Aux Jeux olympiques, le Big Four a remporté six médailles d'or, deux médailles d'argent et une médaille de bronze : Murray a remporté deux médailles d'or en simple et une médaille d'argent en double mixte, Nadal a remporté une médaille d'or en simple (ce qui lui a permis de réaliser le Chelem d'or de sa carrière) et une médaille d'or en double, Federer a remporté une médaille d'argent en simple et une médaille d'or en double, et Djokovic a remporté une médaille d'or et une de bronze en simple. Federer est le seul membre à avoir remporté la Hopman Cup pour son pays, en 2001, 2018 et 2019.
Le 11 janvier 2019, contraint par une blessure à la hanche depuis 2016, Andy Murray envisage de prendre sa retraite, alors que les journalistes parlent de plus en plus de « Big Three »,,. Roger Federer se retire en 2022, Andy Murray et Rafael Nadal prennent leur retraite en 2024.

## 2004-2007: domination Federer/Nadal

### Federer à son apogée, Nadal maître de la terre battue
Federer commence l'année 2004 en tant que favori numéro un après une saison 2003 qui l'a révélé notamment par sa victoire à Wimbledon et au tournoi Masters de fin d'année. Entre 2004 et 2007 Roger Federer devient un des plus grands joueurs de l'histoire du tennis. Il remporte sur cette période 41 titres dont 11 titres du Grand Chelem, il réalise le Petit Chelem trois fois, remporte à trois reprises le Masters de fin d'année et remporte 13 Masters 1000. Il termine également à chaque fois numéro 1 mondial durant cette période et atteint la finale de tous les Grand Chelem sur une année en 2006 et 2007.
Nadal apparaît dès 2005 comme le principal outsider du Suisse. Qualifié de « terrien », il se fait remarquer durant cette période par son extrême domination sur terre battue. Il réalise une série impressionnante de 81 victoires consécutives sur ocre entre le Masters de Monte-Carlo 2005 et le Masters de Hambourg 2007. Sur cette période il remporte Roland-Garros en 2005, 2006 et 2007 (en 2004 il n'y a pas participé). Il remporte également 6 Masters 1000 sur terre battue en 7 participations. En 2006 et 2007 il atteint la finale de Wimbledon. Il remporte en tout 23 titres dont 3 titres du Grand Chelem et 8 Masters 1000. Il finit chaque année numéro 2 mondial entre 2005 et 2007.

### Premières apparitions de Djokovic et Murray
Durant cette même période, c'est en 2006 que Novak Djokovic remporte ses premiers titres. Il remporte par ailleurs ses premiers trophées en Masters 1000 en 2007 à Miami et au Canada en battant les meilleurs joueurs du moment. Il atteint également en 2007 la finale de l'US Open, ainsi que les demi-finales de Wimbledon et Roland-Garros. Durant cette période il remporte 7 titres ATP dont 2 Masters 1000. Dès 2007, il se classe 3e joueur mondial, ne quittant plus le top 3 pendant près de 10 ans — à quelques semaines près — jusqu'en 2017.
Andy Murray quant à lui met plus de temps à s'affirmer. Durant cette période il remporte son premier titre ATP en 2006, atteint une demi-finale de Masters 1000 à Miami, remporte 3 titres et finit l'année 2007 à la onzième place.

## 2008-2010: émergence duBig Four

### Nadal dans l'Histoire du tennis, Federer recordman de Grand Chelem
La période entre 2008 et 2010 est une période de domination sans partage entre Rafael Nadal et Roger Federer, atteignant tour à tour la place de numéro 1 mondial.
Roger Federer, sur cette période, reste d'un excellent niveau, sans toutefois atteindre ses standards de 2004-2007 (notamment à cause d'une mononucléose contractée fin 2007). Son exploit est de remporter Roland-Garros en 2009, ce qui fait de lui un des rares joueurs à avoir gagné chaque tournoi du Grand Chelem au moins une fois (« Grand Chelem en carrière »). Face à la concurrence qu'oppose Nadal en 2008, il perd sa place de numéro un mondial en 2008, la retrouve en 2009 puis la reperd en 2010. Entre 2008 et 2010 il remporte 13 titres ATP dont 4 du Grand Chelem, 2 Masters 1000 et 1 Masters. En remportant Wimbledon en 2009, il signe son 15e succès en Grand Chelem et devient le recordman de titres de Grand Chelem, dépassant Pete Sampras.
Rafael Nadal, sur cette période, réussit l'exploit de battre Roger Federer à Wimbledon en 2008 et de remporter ainsi son premier titre du Grand Chelem autre que Roland-Garros, sur une surface a priori moins compatible avec son jeu. Il prouve ainsi sa polyvalence. Il remporte également l'or olympique à Pékin et finit l'année numéro un mondial. En 2009 il remporte son premier Open d'Australie mais finit numéro 2 mondial. En 2010, il réalise son premier Petit Chelem en remportant l'US Open pour la première fois, ce qui le place dans la catégorie des rares joueurs ayant remporté les 4 tournois du Grand Chelem, un an après Roger Federer. Il finit l'année numéro un mondial. Entre 2008 et 2010, il remporte 20 titres ATP dont 5 du Grand Chelem, 9 Masters 1000, ainsi que l'or olympique.

### Djokovic et Murrayoutsiders
Durant cette période, le circuit voit la confirmation de Djokovic comme 3e meilleur joueur au monde et l'apparition au premier plan d'Andy Murray.
Novak Djokovic est dans la continuité de ce qu'il a montré en 2006 et 2007. Il remporte son premier tournoi du Grand Chelem en 2008 à l'Open d'Australie, et son premier Masters, également en 2008. Il participe à sa seconde finale de l'US Open en 2010. Sur cette période, il finit chaque année numéro trois mondial. Il remporte 11 titres ATP dont 1 du Grand Chelem, 1 Masters et 3 Masters 1000, et également une médaille de bronze aux jeux Olympiques.
Andy Murray atteint ses premières finales en Grand Chelem, à l'US Open en 2008 et l'Open d'Australie en 2010. Il remporte également ses premiers titres en Masters 1000. Il finit lors de ces années numéro quatre mondial à chaque fois. Il remporte 13 titres ATP dont 6 Masters 1000.

## 2011-2013: leBig Fourà son apogée

### 2011: Djokovic au sommet et rivalité Nadal-Djokovic
Lors de la saison 2011, le journaliste américain Steve Tignor remarque qu'avant l'US Open, le Big Four truste 13 des 16 places en demi-finale dans les quatre derniers tournois du Grand Chelem, dont la totalité d'entre eux à Roland-Garros, et pronostique que trois d'entre eux seront en demi-finale du tournoi américain. En fait, les quatre le seront, portant à 14 sur 16 le nombre de places en demi-finale occupées par le Big Four cette année-là, ainsi que la totalité des places en finale ; seuls Jo-Wilfried Tsonga et David Ferrer parviennent à se hisser en demi-finale en 2011. La même année, les joueurs du Big Four remportent la totalité des neuf tournois Masters 1000 avec au moins 1 titre pour chacun de ses membres.
Fin 2011, Jo-Wilfried Tsonga explique cette domination : « La différence entre eux et les gars comme moi, Berdych ou Ferrer, c'est qu'ils ne perdent presque jamais contre des joueurs moins forts qu'eux, et si ça leur arrive, ce n'est jamais dans les tournois du Grand Chelem. Ils ont une sécurité que les autres n'ont pas. Aujourd'hui, le niveau est très homogène. Il y a des gars autour de la 30e ou 40e place qui sont capables de battre n'importe qui. Mais les quatre premiers ont une marge de sécurité. »
Novak Djokovic s'affirme après quatre saisons derrière le duo Federer-Nadal. Il remporte l'Open d'Australie et réalise le doublé Indian Wells / Miami. Il remporte 41 matchs consécutifs avant de perdre en demi-finale de Roland Garros face à Roger Federer. Il réalise son premier Petit Chelem en remportant pour la première fois Wimbledon et l'US Open. Il remporte également 5 Masters 1000 ce qui est un record sur une saison. Il devient numéro 1 mondial après sa victoire à Wimbledon et finit l'année numéro 1 mondial avec dix titres remportés.
Rafael Nadal termine l'année numéro 2 en remportant Roland Garros pour la 6e fois, et remporte également le Masters de Monte-Carlo. Il atteint les finales de Wimbledon et de l'US Open. Il remporte la Coupe Davis pour la 4e fois de sa carrière.
Roger Federer ne remporte aucun Grand Chelem ce qui est une première depuis 2004. Il finit l'année numéro 3 mondial en ayant remporté le Masters de Paris-Bercy pour la première fois de sa carrière, et s'adjuge le Masters de fin d'année pour la 6e fois de sa carrière, un record. Il atteint la finale de Roland Garros, qu'il perd face à Nadal.
Andy Murray finit l'année à la quatrième place, en ayant remporté 2 Masters 1000 (Cincinnati et Shanghai). Il atteint également la finale de l'Open d'Australie.
En 2011, le Big Four s'empare de tous les Grand Chelem, des 9 Masters 1000, du Masters et de la Coupe Davis. Les quatre joueurs finissent l'année aux quatre premières places.

### 2012: leBig Fourse partage les titres Majeurs
L'année 2012 commence par la même domination lors de l'Open d'Australie. Après l'US Open 2011, les quatre premiers mondiaux se retrouvent en demi-finale de deux tournois du Grand Chelem de suite, ce qui constitue une première dans l'ère Open. David Ferrer, numéro 5 et dernier éliminé des quarts de finale, déclare alors : « Les quatre premiers mondiaux sont plus forts que les autres. Ils ont joué les quatre finales du Grand Chelem l'année dernière. Ils sont toujours là dans les derniers tours. Et cette année, ce sera encore pareil... »
En mars 2012, USA Today calcule que, depuis 2007, les trois premiers mondiaux (Federer, Nadal et Djokovic) ont remporté entre 20 et 26 % des gains en tournois selon les années. Le directeur de l'ATP Brad Drewett estime ainsi que « la domination des quatre premiers a influencé la distribution des dotations ». À l'approche du tournoi de Roland-Garros 2012, les joueurs manifestent leur mauvaise humeur sur la répartition des revenus entre les joueurs et les autres acteurs, mais aussi entre les « quatre extraterrestres du haut du classement ATP » et les autres, menaçant les organisateurs d'une grève.
En 2012, les 4 tournois du Grand Chelem, le tournoi olympique et le Masters sont donc remportés par chacun des quatre membres du Big Four : Djokovic remporte pour la 2e année consécutive l'Open d'Australie dans une finale d'anthologie face à Rafael Nadal. Il remporte par ailleurs 3 Masters 1000 et le Masters pour la seconde fois de sa carrière. Il atteint pour la première fois la finale de Roland Garros. Il finit l'année numéro un mondial pour la seconde fois de sa carrière.
Roger Federer quant à lui remporte le 7e Wimbledon de sa carrière, atteint la finale du Masters et remporte 3 Masters 1000. Il remporte en outre la médaille d'argent aux jeux Olympiques. Il finit l'année numéro 2 mondial.
Andy Murray finit l'année numéro 3 mondial pour la première fois de sa carrière et remporte également son premier Grand Chelem (US Open), mais également l'Or Olympique.
Rafael Nadal réussit à remporter une nouvelle fois Roland Garros et 2 Masters 1000. Malheureusement une blessure au genou l'écarte des courts après Wimbledon. Il finit l'année à la 4e place mondiale.
En octobre 2012, alors que les quatre premiers viennent de remporter un 17e tournoi Masters 1000 consécutif, Djokovic battant Murray en finale du Masters de Shanghai, Patrice Dominguez estime que la rivalité de ces deux derniers a pris le pas sur le Big Four. Le même mois, alors que Nadal est blessé depuis plusieurs tournois et que Federer est forfait, Murray et Djokovic se font éliminer dès les huitièmes de finale au Masters de Paris-Bercy 2012, mettant fin à cette série.

### 2013: rivalité Nadal-Djokovic et blessure de Federer
Sur cette saison, le Big Four s'empare des 9 Masters 1000, des 4 tournois du Grand Chelem et du Masters, mais la répartition des titres entre ses différents membres est moins homogène que l'année précédente.
Novak Djokovic remporte pour une troisième année consécutive l'Open d'Australie en battant en finale Andy Murray. Il remporte le Masters 1000 de Monte-Carlo pour la première fois de sa carrière, ainsi que ceux de Shanghai et Paris-Bercy. Il inscrit également à son palmarès un troisième Masters de fin d'année en battant Rafael Nadal en finale. Il finit l'année numéro 2 mondial.
Rafael Nadal, grand absent de la fin de saison 2012 fait son retour en février pendant la tournée sud-américaine. Il remporte les Masters 1000 d'Indian Wells, Madrid, Rome, Montréal et Cincinnati (égalant le record de Novak Djokovic en 2011), mais également Roland-Garros et l'US Open. Il finit l'année numéro 1 mondial.
Andy Murray remporte le Masters 1000 de Miami et Wimbledon, son second titre du Grand Chelem. Après l'US Open, il est obligé de mettre un terme à sa saison après une opération du dos. Il finit l'année à la 4e place mondiale.
Roger Federer est la déception de l'année 2013. Handicapé par une blessure au dos persistante, il ne remporte aucun titre majeur, n'atteint la finale qu'au Masters 1000 de Rome et se fait éliminer au second tour de Wimbledon. Il finit l'année numéro 6 mondial et sort ainsi du top 4.
Sur ces 3 saisons 2011-2013, le Big Four a donc remporté les 12 tournois du Grand Chelem, les 3 éditions du Masters, la médaille d'or et la médaille d'argent en simple aux Jeux olympiques de 2012, ainsi que 26 des 27 tournois Masters 1000. En 3 ans, il n'a donc laissé qu'un seul titre majeur à ses adversaires sur 43 possibles.

## 2014-2016: domination par alternance des différents membres duBig Four

### 2014: vainqueurs en Majeurs inédits et sortie du top 4 de Murray
Lors de la saison 2014, les victoires de Stanislas Wawrinka à l'Open d'Australie et de Marin Čilić à l'US Open semblent confirmer la fin d'une domination sans partage des membres du Big Four. On note également que deux tournois Masters 1000 échappent au Big Four cette même saison 2014 (Monte-Carlo remporté par Stanislas Wawrinka et Toronto remporté par Jo-Wilfried Tsonga) alors que le quatuor n'en avait laissé passer qu'un sur les trois saisons précédentes, et qu'aucun des quatre membres n'a participé à la finale de l'US Open, ce qui n'était pas arrivé en Grand Chelem depuis l'Open d'Australie 2005.
Novak Djokovic s'empare une seconde fois de Wimbledon, du Masters pour la 4e fois, remporte 4 Masters 1000, atteint la finale de Roland Garros et finit l'année numéro 1 mondial pour la troisième fois de sa carrière.
Roger Federer quant à lui, retrouve le top 4 après une saison 2013 compliquée. Il atteint la finale de Wimbledon, remporte la Coupe Davis pour la première fois et remporte 2 Masters 1000 ; il finit l'année numéro 2 mondial.
Rafael Nadal conserve son titre à Roland-Garros, remporte le Masters 1000 de Madrid et finit l'année numéro 3 mondial.
La déception est Andy Murray, qui reprend la compétition en 2014 après une opération du dos fin 2013. Il ne remporte aucun titre majeur en 2014 ; il finit l'année numéro 6 mondial.

### 2015: Djokovic dans les records et régression de Nadal
La saison 2015 semble confirmer que, depuis 2013, les quatre membres du Big Four n'arrivent plus à être aussi constants et que désormais à chaque saison l'un d'entre eux sort du top 4.
Novak Djokovic règne en maître en 2015 : il réalise le Petit Chelem (5e Open d'Australie, 3e Wimbledon, 2e US Open), portant à 10 le nombre de trophées du Grand Chelem remportés, le Grand Chelem de finales en atteignant la finale de Roland-Garros (où il s'incline face à Stanislas Wawrinka), remporte pour la 5e fois le Masters qui fait de lui le seul joueur à avoir remporté ce tournoi quatre fois de suite et remporte 6 Masters 1000 sur la saison (un record). Il finit l'année avec 16 585 points ce qui est également un record. Ses autres records à noter sur cette saison sont le nombre de titres défendus sur une saison, à savoir 7, et il détient en outre le record du nombre de joueurs du top 10 et du top 5 battus sur une saison, respectivement 31 et 16 fois.
L'année 2015 signe le retour d'Andy Murray dans le top 4 avec une finale à l'Open d'Australie contre Novak Djokovic. Il atteint la 2e place du classement, avec à son palmarès deux victoires en Masters 1000 (dont un premier tournoi Masters 1000 sur terre battue), une demi-finale à Roland-Garros et Wimbledon. Son plus gros succès reste la victoire en Coupe Davis face à la Belgique : il est le héros de cette campagne 2015 en ayant gagné tous ses matchs et rapporte le titre à la Grande-Bretagne après 79 ans d'attente.
Pour Federer, cette saison est dans la continuité de la saison 2014. Il gagne le Masters 1000 de Cincinnati une nouvelle fois, atteint deux finales de tournois du Grand Chelem (Wimbledon et US Open) et la finale du Masters, à chaque fois contre Novak Djokovic. Il conforte une nouvelle fois sa place dans le top 4 en terminant 3e.
La déception du Big Four pour la saison 2015 est Rafael Nadal. Pour la première fois depuis 2005, il ne remporte aucun tournoi du Grand Chelem ou Masters 1000. Il retombe même à la 10e place du classement ATP après sa défaite en quarts de finale de Roland-Garros contre Novak Djokovic. Il finit l'année à la 5e place.
Au total lors de cette saison 2015, le Big Four demeure néanmoins largement dominant, s'emparant des 9 Masters 1000, du Masters et de 3 des 4 tournois du Grand Chelem, soit un résultat global encore meilleur que la saison précédente.

### 2016: Djokovic à son apogée, Murray numéro 1 mondial, Federer hors du top 10
Au début de la saison 2016, Novak Djokovic confirme sa domination sur le circuit. Il remporte un 6e Open d'Australie, son 1er Roland-Garros, ce qui fait de lui le 8e joueur à remporter les 4 tournois du Grand Chelem (4e de l'ère Open), le 3e à remporter les 4 tournois du Grand Chelem à la suite, et l'unique joueur de l'histoire à détenir en même temps les quatre titres du Grand Chelem et le Masters. Il remporte également 4 Masters 1000 et obtient une avance de 9 025 points sur ses dauphins Roger Federer et Andy Murray, à égalité de points le 9 mai 2016, ce qui représente le plus grand écart de points jamais atteint entre les deux premiers mondiaux.
Par la suite, Andy Murray remporte son 2e Wimbledon, les Masters 1000 de Rome, Shanghai et Paris-Bercy, la médaille d'or aux Jeux olympiques, puis le Masters pour la première fois, et devient no 1 mondial pour la première fois de sa carrière.
Roger Federer, de son côté, annonce en juillet son forfait pour tout le reste de l'année, sans avoir remporté le moindre titre, une première depuis 2001. Rafael Nadal, après avoir remporté le Master de Monte-Carlo, vit également une fin de saison difficile. Les deux joueurs reculent au classement ATP ; en octobre, c'est la première fois depuis 2003 qu'aucun des deux ne fait partie du top 4.
Deux tournois majeurs échappent cette saison au Big Four, soit le Master de Cincinnati, remporté par Marin Cilic, et l'US Open, remporté par Stanislas Wawrinka.

## 2017-2021: émergence de laNextGenenMasters 1000, mais leBig Threetoujours maître en Grand Chelem

### 2017: retour de Federer et de Nadal aux devants, Djokovic et Murray hors du top 10
À l'Open d'Australie, la finale oppose Roger Federer, de retour sur le circuit après six mois d'arrêt et 17e mondial, à Rafael Nadal, 9e à l'ATP. Roger Federer bat Rafael Nadal et remporte son 5e Open d'Australie et son 18e tournoi du Grand Chelem,. Federer remporte ensuite le Masters d'Indian Wells et le Masters 1000 de Miami en battant une nouvelle fois Rafael Nadal, réussissant ainsi le triplé Open d'Australie / Indian Wells / Miami. Le 16 juillet 2017, il remporte Wimbledon et devient le recordman de victoires à ce tournoi avec huit succès depuis 2003. Il porte son record de victoires dans les tournois du Grand Chelem à dix-neuf. Il a traversé ce tournoi sans perdre un set, ce que seul Björn Borg avait réussi à faire avant lui dans l'ère Open. En octobre, il remporte son 3e Masters 1000 de la saison à Shanghai en battant une nouvelle fois Rafael Nadal en finale. Il finit l'année à la deuxième place.
Rafael Nadal remporte son premier titre de la saison au Masters de Monte-Carlo, avec l'absence notable de Roger Federer. Il remporte par la même occasion son 29e Masters 1000 et devient le recordman du nombre de titres remportés sur terre battue avec 50 titres. Rafael Nadal remporte le Masters de Madrid et rejoint Novak Djokovic avec 30 victoires en Masters 1000. Par la suite, Nadal remporte Roland Garros pour la dixième fois, en battant en trois sets Stanislas Wawrinka. Il réalise une performance exceptionnelle en ne perdant aucun set durant le tournoi comme il l'avait fait en 2008 et 2010. Cette fois-ci, il ne concède que 35 jeux en 7 matchs. Il redevient numéro 1 mondial à la suite du tournoi de Cincinnati, 3 ans après avoir été détrôné par Novak Djokovic. Le 10 septembre 2017, il remporte son 3e US Open et son 16e titre du Grand Chelem, devançant de près de 2000 points au classement ATP Race son unique adversaire Roger Federer. Il finit l'année en tant que numéro un, pour la quatrième fois de sa carrière.
Andy Murray, après une fin d'année 2016 en trombe, accuse le coup et ne remporte que le tournoi de Dubaï. Il sort prématurément à l'Open d'Australie, atteint les demi-finales à Roland-Garros, et les quarts de finale à Wimbledon. À la suite de ce tournoi, il ne participe plus à aucun tournoi et met officiellement fin à sa saison le 13 octobre. Il finit l'année à la seizième place, hors du top 10, une première depuis 2007.
Novak Djokovic commence l'année en conservant son titre à Doha. Sorti prématurément de l'Open d'Australie où il était tenant du titre, il enchaîne les désillusions, mis à part une finale au Masters de Rome. Au mois de mai, il engage André Agassi comme nouveau coach. Sorti en quarts de finale à Roland-Garros, il entame de bien meilleure façon la saison sur herbe avec une victoire au tournoi d'Eastbourne sans concéder un set. Après plusieurs matchs convaincants à Wimbledon il est obligé d’abandonner en quarts de finale et annonce une fin de saison prématurée le 26 juillet pour soigner un coude douloureux. Il finit également l'année hors du top 10, soit 12e, une première depuis 2007.
Le Masters de Rome échappe au Big Four, Novak Djokovic étant battu en finale par Alexander Zverev, premier tennisman natif des années 1990 à remporter un titre majeur[réf. souhaitée]. À la Rogers Cup, celui-ci confirme en battant en finale Roger Federer (6-3, 6-4), remportant son second Masters 1000 de la saison. Pour la première fois depuis 2012 en Masters 1000, aucun demi-finaliste n'est membre du Big Four, au Masters de Cincinnati remporté par Grigor Dimitrov, puis au Masters de Paris-Bercy remporté par Jack Sock. Au tournoi Masters Cup, Rafael Nadal abandonne et Roger Federer n'atteint pas la finale, remportée par Grigor Dimitrov. Jamais depuis son émergence, 5 tournois majeurs n'avaient échappé au Big Four sur une même saison.

### 2018: Federer, Nadal et Djokovic se partagent les tournois du Grand Chelem, Murray hors du top 100
La 1re moitié de la saison 2018 confirme la tendance observée en 2017. Si le Big Four est régulièrement bousculé dans les tournois Masters 1000 (3 tournois Masters 1000 sur 5 leur ont échappé au début de la saison, les deux autres ayant été remportés par Nadal sur terre battue, sa surface de prédilection), le quatuor reste toujours largement dominant en Grand Chelem.
À l'Open d'Australie, Roger Federer remporte pour une seconde année consécutive le trophée face à Marin Čilić. C'est son 6e trophée Australien, égalant le record détenu par Novak Djokovic et Roy Emerson. Il atteint la barre mythique des 20 titres du Grand Chelem ce qu'aucun homme n'avait réussi auparavant. Par la suite il connait une saison en dessous de 2017, ne remportant aucun autre titre majeur. Renonçant une nouvelle fois à la saison sur terre battue, il est battu en quarts de finale à Wimbledon par Kevin Anderson et en huitièmes de finale à l'US Open par l'étonnant John Millman. Il échoue en demi-finale au Masters de Londres contre Alexander Zverev. Il finit l'année n°3 mondial, avec 4 titres dont un du Grand Chelem (Open d'Australie), et 3 finales dont 2 en Masters 1000 (Indian Wells et Cincinnati).
Rafael Nadal est contraint à l'abandon durant l'Open d'Australie à cause d'une blessure en quarts de finale qui l'éloigne des courts jusqu'à la saison sur terre battue. Sans surprise il remporte les Masters 1000 de Monte-Carlo et Rome et remporte un 11e Roland-Garros, soit son 17e titre du Grand Chelem. Il perd ensuite de peu à Wimbledon lors d'une demi-finale acharnée contre Novak Djokovic. Il remporte un 3e Masters 1000 durant la Rogers Cup et est contraint encore une fois à l'abandon lors des demi-finales de l'US Open contre Juan Martín del Potro. Qualifié pour le Masters, il ne s'aligne plus sur aucun tournoi, mettant un terme définitif à sa saison peu avant ce tournoi. Il finit l'année n°2 mondial, avec 5 titres dont un du Grand Chelem et 3 Masters 1000.
Pour Novak Djokovic, le début de saison est très compliqué avec une défaite en huitièmes de finale de l'Open d'Australie face au jeune Coréen Chung Hyeon. Il subit par la suite une opération chirurgicale, et connait des défaites inhabituelles jusqu'au Masters 1000 de Madrid, ne dépassant jamais les huitièmes de finales. À Roland-Garros il se fait éliminer en quarts de finale face au surprenant Italien Marco Cecchinato. À Wimbledon après une demi-finale intense face à Rafael Nadal, il remporte son 13e titre du Grand Chelem et son 4e Wimbledon. Au Masters 1000 de Cincinnati, Novak Djokovic retrouve en finale Roger Federer (après plus de deux ans sans s'être affrontés), qu'il bat en deux sets (6-4, 6-4), remportant pour la première fois ce tournoi. Il devient alors le premier joueur à avoir remporté la totalité des neuf Masters 1000 en simple depuis leur création en 1990, accomplissant un Career Golden Masters. Novak Djokovic confirme son retour au meilleur de sa forme à l'US Open où il vainc Juan Martín del Potro en 3 sets secs (6-3, 7-6, 6-3), remportant son 14e titre en Grand Chelem et son 3e US Open, égalant Pete Sampras au nombre de tournois du Grand Chelem en carrière, troisième meilleure performance de tous les temps derrière Roger Federer (20) et Rafael Nadal (17). Il récidive au Masters de Shanghai où il est le troisième homme à gagner un Masters 1000 sans être breaké du tournoi. Il échoue en finale au Masters de Londres contre Alexander Zverev, confirmant sa bonne forme mais également la concurrence de plus en plus pressante de la Next Gen (joueurs prometteurs de moins de 21 ans). Il finit l'année no 1 mondial pour la 5e année de sa carrière avec 4 titres dont deux du Grand Chelem et deux Masters 1000.
Pour Andy Murray, la saison 2018 est dans la continuité de 2017, à savoir une difficulté à retrouver les courts du fait de sa blessure à la hanche ; il décide de se faire opérer durant l'Open d'Australie, auquel il a décidé de ne pas participer. Il ne revient à la compétition que durant la saison sur gazon où il s'incline assez rapidement dans des tournois mineurs. Ne se sentant pas prêt, il renonce à participer au tournoi de Wimbledon. Lors de l'US Open, il s'incline au second tour. Il met un terme définitif à sa saison lors de la tournée asiatique et est assuré de finir hors du top 100, une première depuis 2005.
Comme lors de l'année 2017, au total quatre Masters 1000 et le Masters échappent au Big Four. Il est à noter également qu'aucune des quatre finales de Grand Chelem n'a été disputée entre deux membres du Big Four, chose qui n'était pas arrivée depuis la saison ATP de 2005.

### 2019: domination du «Big Three»
Après avoir annoncé vouloir mettre un terme à sa carrière au cours de la saison (au plus tard chez lui, à Wimbledon), Andy Murray tombe au premier tour à Melbourne face à Roberto Bautista-Agut en cinq sets (6-4, 6-4, 6-7, 6-7, 6-2). Le Britannique chute au-delà de la 200e place mondiale. Roger Federer est en revanche annoncé comme l'un des deux grands favoris avec Novak Djokovic avant le début du tournoi et rassure au cours de la première semaine en ne concédant pas le moindre set. Mais en huitièmes de finale, il est éliminé en quatre sets par Stéfanos Tsitsipás. À la suite de cette contre-performance, Federer retombe à la sixième place mondiale, une première depuis début mars 2017. La concurrence des joueurs de la Next Gen se confirme, avec trois joueurs de moins de 23 ans en quarts de finale.
Après avoir arrêté sa saison 2018 de façon prématurée, Rafael Nadal fait son retour à la compétition sur le sol australien. Il impressionne dès le début du tournoi et monte en puissance au fil des matchs en ne concédant pas le moindre set pour accéder à la finale, mais s'incline finalement en trois sets secs (6-3, 6-2, 6-3) face au no 1 mondial Novak Djokovic qui livre une démonstration de tennis. Le Serbe remporte ainsi son 15e titre en Grand Chelem et son 7e Open d'Australie (record absolu), dépassant ainsi Roy Emerson et Roger Federer. Il confirme son net regain de forme depuis l'été 2018, devenant le troisième joueur le plus titré en Grand Chelem, juste derrière Rafael Nadal (17) et Roger Federer (20), devançant désormais Pete Sampras (14). Depuis Wimbledon 2003 et le premier sacre de Roger Federer en Grand Chelem, le Big Four a ainsi remporté 55 des 63 tournois majeurs.
Au tournoi ATP 500 de Dubaï, Roger Federer atteint la barre des 100 tournois ATP gagnés en carrière, devancé seulement depuis le début de l'ère Open par Jimmy Connors et ses 109 titres. À l'issue de la tournée américaine de mars, avec une finale à Indian Wells, perdue contre Dominic Thiem, et une victoire à Miami contre John Isner, Roger Federer acquiert son 28e titre lors de sa 50e finale en Masters 1000 (nouveau record de finales), revient à la 4e place du classement ATP et se replace même en tête de l'ATP Race, devant Novak Djokovic et Rafael Nadal. De son côté, Novak Djokovic sort prématurément de ces deux tournois, tandis que Nadal, blessé au genou, déclare forfait en demi-finale d'Indien Wells et ne participe pas au tournoi de Miami.
La saison sur terre battue démarre avec le Masters 1000 de Monte-Carlo, où Novak Djokovic échoue face à Daniil Medvedev en quarts de finale tandis que Rafael Nadal échoue face à Fabio Fognini en demi-finale. Ainsi, pour la première fois depuis le Masters 1000 de Madrid 2018, aucun joueur du Big Four ne réussit à se qualifier en finale d'un tournoi majeur. Rafael Nadal échoue de nouveau en demi-finale au tournoi de Barcelone et au Masters 1000 de Madrid, laissant penser que l'accumulation de blessures a mis fin à sa domination sur sa surface de prédilection. Il revient pourtant progressivement à son meilleur niveau en gagnant le Masters 1000 de Rome, son 34e trophée dans cette catégorie (nouveau record) en dominant Novak Djokovic en finale, puis son 12e trophée à Roland-Garros (record sur ce tournoi et record absolu du nombre de victoire sur un même tournoi du Grand Chelem) en battant Dominic Thiem en finale, comme l'année précédente. Novak Djokovic, en quête d'un deuxième Grand Chelem sur deux saisons revient à son meilleur niveau après un début de saison en demi-teinte en remportant le tournoi de Madrid sans perdre un set, mais échoue finalement dans sa quête d'un quatrième tournoi du Grand Chelem d'affilée en perdant en demi-finale du tournoi parisien face à Dominic Thiem, au terme d'un match sur deux jours rythmé par les mauvaises conditions météo. Quant à Roger Federer, après 3 années d'absence sur terre battue, il annonce son retour au Masters 1000 de Madrid, où il échoue en quarts de finale face à Dominic Thiem après avoir pourtant obtenu deux balles de match. Il participe également au Masters 1000 de Rome en préparation de Roland-Garros, mais doit abandonner en quarts de finale après une légère blessure à la jambe droite. Aux Internationaux de France de tennis, il atteint les demi-finales où il perd en trois sets secs face au futur vainqueur du tournoi, Rafael Nadal.
Alors que Novak Djokovic et Rafael Nadal décident de ne pas jouer de tournoi préparatoire sur gazon avant le tournoi de Wimbledon 2019, Roger Federer gagne pour la 10e fois le tournoi de Halle, devenant du même coup le second joueur à gagner 10 éditions d'un même tournoi ATP après Rafael Nadal (11 titres à Monte-Carlo et Barcelone et 12 titres à Roland-Garros), et profite du système de classement spécifique de Wimbledon pour obtenir la tête de série no 2 devant Nadal. Le Big Three se qualifie sans surprise pour les demi-finales où Federer et Nadal se retrouvent à nouveau, un mois après la demi-finale de Roland-Garros. Roger Federer y prend sa revanche sur son rival en 4 manches (7-6, 1-6, 6-3, 6-4). Federer retrouve alors Djokovic dans une finale qui se termine au tie-break du 5e set, à 12-12, système mis en place à la suite de l'interminable demi-finale Isner-Anderson de l'année précédente (26-24 au dernier set). Djokovic gagne cette finale (7-6, 1-6, 7-6, 4-6, 13-12), gagnant ses trois sets au tie-break et sauvant deux balles de match à 7-8 dans la dernière manche.
La tournée américaine sur dur commence avec le Masters 1000 de Montréal, où Rafael Nadal conserve son titre face à Daniil Medvedev en l'absence des deux autres membres du Big Three. Il fait ensuite l'impasse sur le second tournoi préparatoire à l'US Open, le Masters 1000 de Cincinnati, dans lequel s'alignent Federer et Djokovic, les deux finalistes de l'année précédente. Le premier s'incline dès les huitièmes de finale face à Andrey Rublev tandis que le second perd pour la seconde fois de l'année face à Daniil Medvedev en demi-finale d'un Masters 1000. Ces résultats présagent du bilan de l'US Open où Djokovic doit abandonner sur blessure face à Stanislas Wawrinka en huitièmes de finale, tandis que Federer s'incline pour la première fois en 8 rencontres face à Grigor Dimitrov en quarts de finale. Seul rescapé du Big Three, Nadal remporte l'US Open, à nouveau face à Medvedev, à l'issue d'une finale très disputée en cinq sets.
À la suite de sa contre-performance à l'US Open, Djokovic est dépassé par Nadal au classement ATP Race. Il décide de participer au tournoi ATP 500 de Tokyo, qu'il remporte sans difficulté. Au Masters 1000 de Shanghai, auquel Nadal ne participe pas à la suite d'une légère blessure à la main gauche contractée à la Laver Cup, Federer et Djokovic échouent tous les deux en quarts de finale face à deux représentants de la Next Gen, respectivement Alexander Zverev et Stéfanos Tsitsipás. Federer gagne ensuite pour la 10e fois le tournoi de Bâle mais renonce à jouer le Masters 1000 de Paris-Bercy, tournoi que Djokovic remporte en battant en finale Denis Shapovalov à la suite de l'abandon en demi-finale de Rafael Nadal après une blessure aux abdominaux. À l'issue de ce tournoi et avant les ATP Finals, Nadal repasse 1er au classement ATP devant Djokovic (no 2) et Federer (no 3), avec 640 points d'avance sur le Serbe.
À la suite de sa victoire à Paris, Novak Djokovic est le grand favori du dernier rendez-vous majeur de la saison, les ATP Finals 2019, d'autant plus qu'une victoire lui permettrait de reprendre à Rafael Nadal la place de no 1 et de finir la saison 2019 au sommet pour la 6e année. Pourtant, ni lui ni Rafael Nadal ne se qualifient pour les demi-finales. Seul rescapé du Big Three, Roger Federer échoue en demi-finales face au futur vainqueur Stéfanos Tsitsipás.
Comme en 2018, le Big Three finit donc aux trois premières places du classement ATP en remportant les 4 tournois du Grand Chelem mais en abandonnant 5 rendez-vous majeurs sur 14 à la concurrence. Toutefois, contrairement à l'année précédente, où seul Alexander Zverev s'était frayé un chemin jusqu'au top 10, cette année, ils sont talonnés par quatre représentants de la Next Gen : Daniil Medvedev (no 5, 23 ans), Stéfanos Tsitsipás (no 6, 21 ans), Alexander Zverev (no 7, 22 ans) et Matteo Berrettini (no 8, 23 ans).
À l'issue de cette saison, Federer, Nadal et Djokovic ont chacun terminé cinq années à la place de no 1 mondial, le record étant détenu par Pete Sampras qui a terminé six années au sommet du classement.

### 2020: records historique pour Nadal et Djokovic, Federer blessé
Comme en 2019, Novak Djokovic ouvre le tableau des tournois du Grand Chelem en remportant l'Open d'Australie, cette fois face à Dominic Thiem en finale, lequel s'affirme de plus en plus comme le principal successeur des Big Three après avoir battu Rafael Nadal en quarts de finales. Djokovic obtient ainsi sa 17e victoire en Grand Chelem, et améliore encore son record de victoires à ce tournoi, porté à 8. À l'issue de ce tournoi, Djokovic reprend la 1ère place au classement ATP.
En février, Roger Federer, alors 3e au classement et récent demi-finaliste de l'Open d'Australie (battu par Djokovic), annonce qu'il a subi une arthroscopie au genou droit, et qu'il renonce à tous les tournois jusqu'à la saison sur gazon. Djokovic remporte le tournoi de Dubaï, sécurisant ainsi sa place de numéro 1 mondial, menacée par Nadal en cas d'échec avant les quarts de finales. La même semaine, Nadal remporte le tournoi du Mexique.
Le 18 mars 2020, à la suite de la pandémie de Covid-19, l'ATP annonce la suspension de la saison 2020 jusqu'au 6 juin, ce qui annule les cinq premiers Masters de la saison ainsi que le tournoi de Wimbledon. Le classement est gelé jusqu'à cette date et le nombre de semaines au classement n'est pas pris en compte dans les statistiques des joueurs sur cette période.
Le 30 mars c'est au tour des Jeux olympiques d'été de 2020 d'être décalés à 2021, puis du tournoi du Canada, le 6e Masters 1000 de l'année, d'être annulés. Les Internationaux de France sont, eux, décalés à septembre si les conditions sanitaires le permettent.
Djokovic remporte le Masters de Cincinnati et, en étant déjà le seul joueur à avoir achevé le Career Golden Masters, il devient avec cette victoire le seul joueur en simple à avoir gagné tous les tournois en catégorie Masters 1000 au moins deux fois.
Au mois de septembre se joue l'US Open à huis clos dans le contexte de la pandémie. Deux membres du Big Four sont absents : Federer est toujours forfait et Nadal ne souhaite pas prendre de risque sanitaire avant la saison de terre battue qui a été décalée. Murray fait en revanche son retour mais il est rapidement éliminé, battu au deuxième tour par Félix Auger-Aliassime. Quant à Djokovic, tête de série no 1 et invaincu en 2020, il est disqualifié en huitième-de-finale après avoir heurté involontairement une juge de ligne avec une balle après un geste d’énervement. Ainsi, pour la première fois depuis 2014, un vainqueur inédit est sacré en Grand Chelem, et il s'agit pour la première fois d'un joueur né dans les années 1990, à savoir Dominic Thiem, vainqueur face à Alexander Zverev en finale. Il faut remonter à Roland-Garros 2004 pour avoir un Grand Chelem sans Big Three en quart de finale.
En remportant le Masters de Rome, Djokovic devient l'unique recordman de titres dans la catégorie Masters 1000 avec 36 titres mais également le joueur le plus âgé à gagner un Masters 1000 sur terre battue (33 ans et 4 mois).
Les Internationaux de France sont remportés une nouvelle fois par Rafael Nadal lors d'un 56e duel contre Novak Djokovic, le 9e en finale d'un Majeur, égalant le record des rivalités entre Federer et Nadal. Il remporte son treizième titre à Roland-Garros, et ce sans avoir perdu le moindre set pour la quatrième fois (après 2008, 2010 et 2017), battant le record de Björn Borg de trois victoires en Grand Chelem dans l'ère Open sans perdre une manche. Il devient d'ailleurs le joueur, hommes et femmes confondus, à avoir remporté le plus de fois un même tournoi, devant Martina Navrátilová et ses 12 succès au tournoi de Chicago. Enfin, et surtout, il remporte son 20e titre du Grand Chelem et égale le record de la catégorie, que Roger Federer détenait seul depuis onze ans et trois mois, depuis son quinzième titre à Wimbledon en 2009. 15 ans et 4 mois se sont écoulés entre son premier (Roland-Garros 2005) et son dernier titre du Grand Chelem, ce qui constitue le record de l'ère Open chez les hommes, le record absolu étant détenu par l'Australien Ken Rosewall (19 ans).
Le 6 novembre, avec la non-participation de Rafael Nadal au tournoi de Sofia, Novak Djokovic est assuré de finir l'année à la première place mondiale pour une sixième année record rejoignant ainsi Pete Sampras tout en haut du classement avec une longueur d'avance sur Roger Federer, Rafael Nadal et Jimmy Connors. À 33 ans, 7 mois et 9 jours (au 31 décembre 2020) il devient le joueur le plus âgé à terminer une année en tête du classement ATP. Avec 301 semaines lors de la dernière semaine de l’année (au 28 décembre) il ne sera plus qu'a 9 semaines du record absolu détenu par Roger Federer (310 semaines).
Pour la 5e année consécutive, les ATP Finals ne sont pas remportés par un membre du Big Four, Djokovic éliminé en demi-finale par Dominic Thiem tandis que Nadal échoue au même stade contre le futur vainqueur Daniil Medvedev bien qu'il ait servi pour le gain du match à 6-3 5-4.
Malgré la pandémie de Covid-19, Djokovic et Nadal ont réussi à marquer l’histoire du tennis en 2020.

### 2021: Djokovic égalise les 20 tournois du Grand Chelem de Federer et Nadal
Avec un Petit Chelem (Open d'Australie, Roland-Garros, Wimbledon), Djokovic rejoint Federer et Nadal à 20 titres du Grand Chelem. En se qualifiant pour la finale de l'US Open 2021, le Serbe a même l'occasion de dépasser ce record et de réaliser le Grand Chelem calendaire, mais il est battu par Daniil Medvedev. Le 15 mars 2021, Medvedev devient numéro 2 mondial, place monopolisée par les joueurs du Big Four depuis le 25 juillet 2005.

## 2022-: fin de carrière du Big 4 et éclosion d'une nouvelle génération

### 2022: Nadal seul devant avec 22 titres du Grand Chelem, Djokovic à ses pas, retraite de Federer
Djokovic ne participe pas à l'Open d'Australie car il n'était pas vacciné contre le COVID-19. Malgré de multiples demandes d'exemption, il se voit refuser un visa pour entrer dans le pays, ce qui l'empêche de défendre son titre. Federer ne participe pas non plus en raison d'une blessure persistante au genou tandis que Nadal revient à la compétition après une longue interruption de blessure de six mois et un résultat positif au COVID-19. Malgré de faibles attentes, Nadal progresse vers les quarts de finale, où il bat Denis Shapovalov, puis Matteo Berrettini en demi-finale. Lors de la finale d'une durée de 5 heures et 24 minutes, il bat Daniil Medvedev après avoir été mené 2 sets à 0, remportant ainsi son 21e titre du Grand Chelem, ce qui lui permet de détenir seul le record de tournois de cette catégorie en simple chez les hommes. En gagnant son 2e Open d'Australie après celui de 2009, il devient le deuxième joueur de l'ère Open (avec Djokovic) et le quatrième dans l'Histoire (avec Rod Laver et Roy Emerson) à avoir remporté au moins deux fois chaque tournoi du Grand Chelem,.
Le 28 février 2022, Medvedev devient numéro 1 mondial, après la défaite de Djokovic en quarts de finale du tournoi de Dubaï, place qui avait été occupée exclusivement par les joueurs du Big Four alternativement depuis le 2 février 2004 (soit 921 semaines) lorsque Federer devint numéro 1 mondial devant Andy Roddick.
Federer, toujours blessé, ne participe pas à Roland-Garros. Nadal et Djokovic progressent tous deux vers les quarts de finale, en vue d'un 59e affrontement en carrière. Après 4 h 12 min de match, le Majorquin prend sa revanche en quatre sets. Après un abandon de Zverev en demi-finale, Nadal dispute sa 30e finale d'un majeur en carrière contre Casper Ruud, et remporte son 14e Roland-Garros, totalisant le record de 22 titres du Grand Chelem. Il réussit ainsi le doublé Open d'Australie - Roland-Garros pour la première fois de sa carrière, ce qui le laisse en course pour le Grand Chelem calendaire.
Wimbledon 2022 marque la première édition de l'événement depuis 1998 à laquelle Federer n'a pas participé. Nadal revient à Wimbledon pour la première fois en trois ans ; cependant, il se blesse à l'abdomen pendant le tournoi après avoir battu Taylor Fritz dans un match en cinq sets. Il se retire finalement du tournoi avant sa rencontre en demi-finale contre Nick Kyrgios, ce dernier se qualifiant pour sa toute première finale de Grand Chelem. Djokovic défend avec succès son titre en battant Kyrgios en quatre sets en finale pour remporter son 21e titre du Grand Chelem, dépassant ainsi Federer et se plaçant derrière Nadal. Il égale Pete Sampras en nombre de titres de Wimbledon en simple masculin (7), derrière le record absolu des 8 titres de Federer.
Lors de l'US Open 2022, Djokovic ne participe pas au dernier tournoi du Grand Chelem de l'année car il n'est pas vacciné contre le COVID-19 et Federer est toujours blessé. La tentative de Nadal de conquête du 23e titre majeur est contrecarrée par une défaite surprise au 4e tour face à Frances Tiafoe. C'est la 13e fois qu'un tournoi du Grand Chelem met en vedette un nouveau champion depuis le premier titre de Federer à Wimbledon en 2003, et la troisième année consécutive que l'US Open n'est pas remporté par un membre du Big Three.
Le 23 septembre 2022, Federer prend sa retraite du tennis professionnel lors de la Laver Cup 2022, après avoir lutté contre une blessure au genou au cours des deux dernières années, mettant fin à l'ère des « Trois Grands ».

### 2023: Djokovic rejoint puis double Nadal avec 24 titres du Grand Chelem
Lors de l'Open d'Australie 2023, Rafael Nadal, blessé au psoas, perd son match contre Mackenzie McDonald au 2e tour. Ses diverses blessures font qu'il déclare forfait pour tous les tournois qui suivent, puis pour Roland-Garros, ce qui implique sa sortie du top 100, pour la première fois depuis 2003. Il annonce également vouloir prendre sa retraite en 2024.
Novak Djokovic remporte l'Open d'Australie. Il ne peut à nouveau pas s'aligner sur les tournois de mars-avril aux États-Unis, mais la levée des restrictions pour les non-vaccinés lui ouvre la possibilité de participer à l'US Open.
À Roland Garros, après un parcours quasiment sans embûche, marqué par une demi-finale remportée contre le favori Carlos Alcaraz diminué après des crampes au début du troisième set (6-3, 5-7, 6-1, 6-1), Djokovic remporte son 23e tournoi du Grand Chelem contre Casper Ruud (7-61, 6-3, 7-5).
À Wimbledon, Carlos Alcaraz, pourtant sans expérience sur herbe avant de remporter le tournoi du Queen's, bat le favori Novak Djokovic en cinq sets (6-1, 6-7, 6-1, 3-6, 6-4) en finale de Wimbledon, mettant fin à une série de 34 victoires consécutives du serbe en Grand Chelem.

### 2024: Djokovic remporte les JO et complète son palmarès, aucun tournoi ATP remporté par le Big Four, retraite de Murray et de Nadal
Début 2024, Rafael Nadal revient de blessure à Brisbane grâce à une wild card, où il remporte le premier tour face à Dominic Thiem, lui-même diminué par des blessures, puis le second tour contre Jason Kubler. Rassuré sa récupération, il perd cependant en trois sets contre Jordan Thompson, défaite qui le fait replonger dans les blessures et déclarer forfait à l'Open d'Australie.
Forfait pour tous les tournois début 2024, Rafael Nadal ne peut revenir que pour le tournoi de Barcelone, remportant son premier tour contre Flavio Cobolli avant d'être battu sèchement par Alex de Minaur (7-5, 6-1). Au tournoi de Madrid, sa montée en puissance est visible avec une victoire facile contre Darwin Blanch puis surtout la revanche contre Alex de Minaur (7-6, 6-3) et contre Pedro Cachín (6-1, 6-7, 6-3), avant d'être battu par Jiří Lehečka (7-5, 6-4). Ayant déclaré ce édition du tournoi comme étant sa dernière, un hommage lui est rendu à l'issue de ce 8e de finale. Au tournoi de Rome, il termine sa préparation par une victoire contre Zizou Bergs et une défaite nette contre Hubert Hurkacz.
Novak Djokovic passe les 5 premiers mois de 2024 à la place de numéro 1 mondial grâce à un important matelas de points. À l'Open d'Australie, il perd en demi-finale contre Jannik Sinner (6-1, 6-2, 6-7, 6-3), lequel remporte le tournoi et enchaîne une série de 19 victoires de suite qui le fait monter à la 2e place. À l'inverse, Djokovic fait son plus mauvais début de saison depuis 2017, ne remportant aucun titre, et voyant ses points ATP fondre avant Roland Garros. Il perd ainsi au 3e tour à Indian Wells contre Luca Nardi, en demi-finale à Monte-Carlo contre Casper Ruud, au 3e tour à Rome contre Alejandro Tabilo. En manque de rythme et de victoires, il se présente même à l'ATP 250 de Genève, où il perd en demi-finale contre Tomáš Macháč.
À Roland-Garros, Nadal, 275e et invité, voit le sort lui assigner un des favoris, Alexander Zverev, tête de série n°4, au 1er tour. Il perd 6-3, 7-6, 6-3 dans un match où il montre encore l'étendue de ses capacités sur terre battue, mais en étant globalement à court de rythme. Il annonce faire l'impasse sur la saison sur herbe et Wimbledon pour se concentrer sur les Jeux Olympiques. Andy Murray, 75e mondial, perd aussi au premier tour du tournoi en trois sets (4-6, 4-6, 2-6) face à Stanislas Wawrinka dans un match pouvant potentiellement être le dernier de leur carrière dans ce Grand Chelem. Il reste Djokovic, qui monte en puissance aux deux premiers tours, mais est contraint à deux matchs de suite en 5 sets contre Lorenzo Musetti au 3e tour (victoire 7-5, 6-7, 2-6, 6-3, 6-0 en 4h28 et en night session finissant à 3h06 du matin, nouveau record) et dès le lendemain en 8e de finale contre Francisco Cerúndolo (victoire 6-1, 5-7, 3-6, 7-5, 6-3 en 4h39), battant le record de victoires en Grand Chelem de Roger Federer. Ayant passé 9h07 sur le cours en deux jours, touché au genou, il est contraint à l'abandon avant son quart de finale contre Casper Ruud. Il laisse ainsi la place de numéro 1 mondial à Jannik Sinner. Ainsi, pour la première fois depuis 2003, deux finales consécutives de Grand Chelem disputés se déroulent sans membre du Big Four.
Aux Jeux Olympiques de Paris, Andy Murray, pourtant invité par l'ITF, déclare forfait peu avant le tournoi pour privilégier le double, où il perd en quarts de finale, et d'annoncer la fin de sa carrière. 
Novak Djokovic et Rafael Nadal se retrouvent l'un contre l'autre dès le deuxième tour, match remporté nettement (6-1 6-4) par le serbe. L'espagnol poursuit le tournoi double avec Carlos Alcaraz (défaite en quarts). Rafael Nadal explique avoir probablement joué à Roland-Garros pour la dernière fois.
Novak Djokovic bat Carlos Alcaraz dans une finale intense (7-6, 7-6), sans qu'aucun des deux joueurs n'ait réussi à « breaker » l'autre, avant de s'écrouler en pleurs (comme son adversaire), célébrant « probablement le plus grand succès sportif que j’ai eu dans ma carrière ». Avec cette médaille d'or, il efface son début d'année sans le moindre trophée et devient le seul joueur à avoir remporté tous les titres majeurs (Master 1000, Masters, tournois du Grand Chelem, Jeux Olympiques).
2024 est la première année depuis 2001 où aucun titre du grand chelem ni aucun tournoi ATP n'est remporté par un membre du Big Four. 
Le forfait de Novak Djokovic aux Masters de fin d'année, marque la fin d'une série de 23 éditions du Masters consécutives avec au moins un représentant du Big Four.

## Palmarès duBig Fourdans les tournois majeurs
| Année            | 1999 | 2000 | 2001 | 2002 | 2003 | 2004 | 2005 | 2006 | 2007 | 2008 | 2009 | 2010 | 2011 | 2012 | 2013 | 2014   | 2015 | 2016 | 2017 | 2018 | 2019 | 2020   | 2021 | 2022 | 2023 | 2024 | 2025 |
| ---------------- | ---- | ---- | ---- | ---- | ---- | ---- | ---- | ---- | ---- | ---- | ---- | ---- | ---- | ---- | ---- | ------ | ---- | ---- | ---- | ---- | ---- | ------ | ---- | ---- | ---- | ---- | ---- |
| Open d'Australie | -    | 3TF  | 3TF  | 1/8F | 1/8F | VF   | 1/2F | VF   | VF   | VD   | VN   | VF   | VD   | VD   | VD   | FN     | VD   | VD   | VF   | VF   | VD   | VD     | VD   | VN   | VD   | 1/2D | 1/2D |
| Roland-Garros    | 1TF  | 1/8F | 1/4F | 1TF  | 1TF  | 3TF  | VN   | VN   | VN   | VN   | VF   | VN   | VN   | VN   | VN   | VN     | FD   | VD   | VN   | VN   | VN   | VN     | VD   | VN   | VD   | 1/4D | 1/2D |
| Wimbledon        | 1TF  | 1TF  | 1/4F | 1TF  | VF   | VF   | VF   | VF   | VF   | VN   | VF   | VN   | VD   | VF   | VM   | VD     | VD   | VM   | VF   | VD   | VD   | N/O    | VD   | VD   | FD   | FD   |      |
| US Open          | -    | 3TF  | 1/8F | 1/8F | 1/8F | VF   | VF   | VF   | VF   | VF   | F    | VN   | VD   | VM   | VN   | 1/2D-F | VD   | FD   | VN   | VD   | VN   | 1/8D   | FD   | 1/8N | VD   | 3TD  |      |
| Masters          | -    | -    | -    | 1/2F | VF   | VF   | F    | VF   | VF   | VD   | 1/2F | VF   | VF   | VD   | VD   | VD     | VD   | VM   | 1/2F | FD   | 1/2F | 1/2D-N | 1/2D | VD   | VD   | -    |      |
| JO               | -    | 4eF  | -    | -    | -    | 2TF  | -    | -    | -    | VN   | -    | -    | -    | VM   | -    | -      | -    | VM   | -    | -    | -    | -      | 4eD  | -    | -    | VD   |      |

| Joueur | Grand Chelem | Grand Chelem | Grand Chelem | Grand Chelem | Masters | ATP Masters 1000 | ATP Masters 1000 | ATP Masters 1000 | ATP Masters 1000 | ATP Masters 1000 | ATP Masters 1000 | ATP Masters 1000 | ATP Masters 1000 | ATP Masters 1000 | J.O   | Diversité | Titres Majeurs remportés |
| Joueur | AO           | RG           | WIM          | USO          | Masters | IW               | MIA              | MON              | MAD*             | ROM              | CAN              | CIN              | SHA**            | PAR              | J.O   | Diversité | Titres Majeurs remportés |
| Novak Djokovic | V (10)       | V (3)        | V (7)        | V (4)        | V (7)   | V (5)            | V (6)            | V (2)            | V (3)            | V (6)            | V (4)            | V (3)            | V (4)            | V (7)            | O (1) | 15 / 15   | 72                       |
| Rafael Nadal | V (2)        | V (14)       | V (2)        | V (4)        | F (2)   | V (3)            | F (5)            | V (11)           | V (1) V (4)***   | V (10)           | V (5)            | V (1)            | F (2) V (1) ***  | F (1)            | O (1) | 12 / 15   | 59                       |
| Roger Federer | V (6)        | V (1)        | V (8)        | V (5)        | V (6)   | V (5)            | V (4)            | F (4)            | V (2) V (4)***   | F (4)            | V (2)            | V (7)            | V (2) V (1) ***  | V (1)            | A (1) | 12 / 15   | 54                       |
| Andy Murray | F (5)        | F (1)        | V (2)        | V (1)        | V (1)   | F (1)            | V (2)            | DF (3)           | V (1)            | V (1)            | V (3)            | V (2)            | V (3) V (1)***   | V (1)            | O (2) | 11 / 15   | 20                       |
| * Rentrent en compte les Masters 1000 disputés à Hambourg (terre battue) entre 2000 et 2008 remplacés par Madrid (terre battue). ** Rentrent en compte les Masters 1000 disputés à Madrid (dur int.) entre 2002 et 2008 remplacés par Shanghai (dur ext.) *** Federer a remporté à 4 reprises le Masters de Hambourg et à 2 reprises celui de Madrid sur terre battue; il a également remporté une fois le Masters de Madrid en dur indoor et à deux reprises le Masters de Shanghai. Nadal a remporté le Masters de Hambourg à une reprise et celui de Madrid sur terre à 4 reprises et le Masters de Madrid en dur indoor mais jamais celui de Shanghai. Murray a remporté une fois le Masters de Madrid en dur indoor et à 3 reprises celui de Shanghai |              |              |              |              |         |                  |                  |                  |                  |                  |                  |                  |                  |                  |       |           |                          |

## Tableaux récapitulatifs du palmarès duBig Four
Date de mise à jour : 25 mai 2025. 

En gras, les records dans l'Histoire du tennis
| Nom            | Titres       | Titres  | Titres       | Titres  | Titres  | Titres          | Titres | Nombre de semaines à la 1re place mondiale | Gains en tournoi (US $) | Coupe Davis |
| Nom            | Grand Chelem | Masters | Masters 1000 | ATP 500 | ATP 250 | Jeux olympiques | Total  | Nombre de semaines à la 1re place mondiale | Gains en tournoi (US $) | Coupe Davis |
| -------------- | ------------ | ------- | ------------ | ------- | ------- | --------------- | ------ | ------------------------------------------ | ----------------------- | ----------- |
| Novak Djokovic | 24           | 7       | 40           | 15      | 13      | 1               | 100    | 428                                        | 180 643 353             | 1           |
| Rafael Nadal   | 22           | 0       | 36           | 23      | 10      | 1               | 92     | 209                                        | 131 661 446             | 5           |
| Roger Federer  | 20           | 6       | 28           | 24      | 25      | 0               | 103    | 310                                        | 130 594 339             | 1           |
| Andy Murray    | 3            | 1       | 14           | 9       | 17      | 2               | 46     | 41                                         | 63 195 934              | 1           |
| Total          | 69           | 14      | 118          | 71      | 65      | 4               | 341    | 988                                        | 483 918 649             | 8           |

| Nom            | Finales perdues | Finales perdues | Finales perdues | Finales perdues | Finales perdues | Finales perdues | Finales perdues |
| Nom            | Grand Chelem    | Masters         | Masters 1000    | ATP 500         | ATP 250         | Jeux olympiques | Total           |
| -------------- | --------------- | --------------- | --------------- | --------------- | --------------- | --------------- | --------------- |
| Roger Federer  | 11              | 4               | 22              | 7               | 9               | 1               | 54              |
| Novak Djokovic | 13              | 2               | 20              | 3               | 5               | 0               | 43              |
| Rafael Nadal   | 8               | 2               | 17              | 6               | 5               | 0               | 38              |
| Andy Murray    | 8               | 0               | 7               | 1               | 8               | 0               | 24              |
| Total          | 40              | 8               | 66              | 17              | 27              | 1               | 159             |

Tous les membres du Big Four ont déjà atteint au moins une fois la finale des quatre tournois du Grand Chelem. Andy Murray est le seul des quatre à ne pas avoir remporté tous les tournois du Grand Chelem : il manque à son actif l'Open d'Australie et Roland-Garros.
Rafael Nadal est le seul à n'avoir jamais remporté le Masters, tandis que Roger Federer n'a jamais remporté la médaille d'or olympique en simple. Rafael Nadal a lui remporté la médaille d'or olympique en 2008 Andy Murray, deux fois, en 2012 et 2016 et Novak Djokovic en 2024.
Au niveau des tournois Masters 1000, Djokovic est le seul joueur de l'histoire à avoir remporté les neuf tournois de cette catégorie. Deux manquent à l'actif des trois autres : le tournoi de Rome et celui de Monte-Carlo pour Federer ; le tournoi de Miami et celui de Paris-Bercy pour Nadal ; le tournoi d'Indian Wells et celui de Monte-Carlo pour Murray.
Rafael Nadal a remporté 5 fois la Coupe Davis en 2004, 2008, 2009, 2011, 2019, Novak Djokovic en 2010, Roger Federer avec Stanislas Wawrinka en 2014 et Andy Murray en 2015 avec la Grande-Bretagne.
Par ailleurs, tous ont été numéro 1 mondial et tous ont fini au moins une fois une année en tant que numéro 1 du classement ATP.
2012 est la seule année où tous les membres du Big Four se sont partagé les quatre Grand Chelem à raison d'un chacun. Entre 2003 et 2023 (21 années) au moins un membre du Big Four remporte au moins un tournoi du Grand Chelem.

## Tableau récapitulatif du classement ATP de fin d'année duBig Four
| Classement ATP de fin d'année | 2001 | 2002 | 2003 | 2004 | 2005 | 2006 | 2007 | 2008 | 2009 | 2010 | 2011 | 2012 | 2013 | 2014 | 2015 | 2016 | 2017 | 2018 | 2019 | 2020 | 2021 | 2022 | 2023 | 2024 |
| ----------------------------- | ---- | ---- | ---- | ---- | ---- | ---- | ---- | ---- | ---- | ---- | ---- | ---- | ---- | ---- | ---- | ---- | ---- | ---- | ---- | ---- | ---- | ---- | ---- | ---- |
| Roger Federer                 | 13   | 6    | 2    | 1    | 1    | 1    | 1    | 2    | 1    | 2    | 3    | 2    | 6    | 2    | 3    | 16   | 2    | 3    | 3    | 5    | 16   | -    | -    | -    |
| Rafael Nadal                  | 811  | 200  | 49   | 51   | 2    | 2    | 2    | 1    | 2    | 1    | 2    | 4    | 1    | 3    | 5    | 9    | 1    | 2    | 1    | 2    | 6    | 2    | 664  | 153  |
| Novak Djokovic                |      |      | 679  | 186  | 78   | 16   | 3    | 3    | 3    | 3    | 1    | 1    | 2    | 1    | 1    | 2    | 12   | 1    | 2    | 1    | 1    | 5    | 1    | 7    |
| Andy Murray                   |      |      | 540  | 411  | 63   | 17   | 11   | 4    | 4    | 4    | 4    | 3    | 4    | 6    | 2    | 1    | 16   | 260  | 125  | 122  | 134  | 49   | 42   | -    |

## Évolution et période de domination duBig Four
Pour chaque tournoi, le nom du vainqueur est donné en premier et le nom du finaliste est indiqué au-dessous. Les noms des membres du « Big Four » (ou de leur équipe) sont mentionnés en gras. Mis à jour le 10 septembre 2024.
| 2003 | Andre Agassi Rainer Schüttler     | Juan Carlos Ferrero Martin Verkerk | Roger Federer Mark Philippoussis | Andy Roddick Juan Carlos Ferrero     | Roger Federer Andre Agassi              | Pas de tournoi olympique          | 0 victoire 1 finale     | Australie Espagne                                       | Andy Roddick Roger Federer Juan Carlos Ferrero Andre Agassi        |
| 2004 | Roger Federer Marat Safin         | Gastón Gaudio Guillermo Coria      | Roger Federer Andy Roddick       | Roger Federer Lleyton Hewitt         | Roger Federer Lleyton Hewitt            | Nicolás Massú Mardy Fish          | 3 victoires 0 finale    | Espagne États-Unis                                      | Roger Federer Andy Roddick Lleyton Hewitt Marat Safin              |
| 2005 | Marat Safin Lleyton Hewitt        | Rafael Nadal Mariano Puerta        | Roger Federer Andy Roddick       | Roger Federer Andre Agassi           | David Nalbandian Roger Federer          | Pas de tournoi olympique          | 8 victoires 1 finale    | Croatie Slovaquie                                       | Roger Federer Rafael Nadal Andy Roddick Lleyton Hewitt             |
| 2006 | Roger Federer Márcos Baghdatís    | Rafael Nadal Roger Federer         | Roger Federer Rafael Nadal       | Roger Federer Andy Roddick           | Roger Federer James Blake               | Pas de tournoi olympique          | 6 victoires 2 finales   | Russie Argentine                                        | Roger Federer Rafael Nadal Nikolay Davydenko James Blake           |
| 2007 | Roger Federer Fernando González   | Rafael Nadal Roger Federer         | Roger Federer Rafael Nadal       | Roger Federer Novak Djokovic         | Roger Federer David Ferrer              | Pas de tournoi olympique          | 7 victoires 6 finales   | États-Unis Russie                                       | Roger Federer Rafael Nadal Novak Djokovic Nikolay Davydenko        |
| 2008 | Novak Djokovic Jo-Wilfried Tsonga | Rafael Nadal Roger Federer         | Rafael Nadal Roger Federer       | Roger Federer Andy Murray            | Novak Djokovic Nikolay Davydenko        | Rafael Nadal Fernando González    | 7 victoires 4 finales   | Espagne Argentine                                       | Rafael Nadal Roger Federer Novak Djokovic Andy Murray              |
| 2009 | Rafael Nadal Roger Federer        | Roger Federer Robin Söderling      | Roger Federer Andy Roddick       | Juan Martín del Potro Roger Federer  | Nikolay Davydenko Juan Martín del Potro | Pas de tournoi olympique          | 8 victoires 7 finales   | Espagne République tchèque                              | Roger Federer Rafael Nadal Novak Djokovic Andy Murray              |
| 2010 | Roger Federer Andy Murray         | Rafael Nadal Robin Söderling       | Rafael Nadal Tomáš Berdych       | Rafael Nadal Novak Djokovic          | Roger Federer Rafael Nadal              | Pas de tournoi olympique          | 6 victoires 3 finales   | Serbie France                                           | Rafael Nadal Roger Federer Novak Djokovic Andy Murray              |
| 2011 | Novak Djokovic Andy Murray        | Rafael Nadal Roger Federer         | Novak Djokovic Rafael Nadal      | Novak Djokovic Rafael Nadal          | Roger Federer Jo-Wilfried Tsonga        | Pas de tournoi olympique          | 9 victoires 5 finales   | Espagne Argentine                                       | Novak Djokovic Rafael Nadal Roger Federer Andy Murray              |
| 2012 | Novak Djokovic Rafael Nadal       | Rafael Nadal Novak Djokovic        | Roger Federer Andy Murray        | Andy Murray Novak Djokovic           | Novak Djokovic Roger Federer            | Andy Murray Roger Federer         | 8 victoires 5 finales   | République tchèque Espagne                              | Novak Djokovic Roger Federer Andy Murray Rafael Nadal              |
| 2013 | Novak Djokovic Andy Murray        | Rafael Nadal David Ferrer          | Andy Murray Novak Djokovic       | Rafael Nadal Novak Djokovic          | Novak Djokovic Rafael Nadal             | Pas de tournoi olympique          | 9 victoires 2 finales   | République tchèque Serbie                               | Rafael Nadal Novak Djokovic David Ferrer Andy Murray               |
| 2014 | Stanislas Wawrinka Rafael Nadal   | Rafael Nadal Novak Djokovic        | Novak Djokovic Roger Federer     | Marin Čilić Kei Nishikori            | Novak Djokovic Roger Federer            | Pas de tournoi olympique          | 7 victoires 5 finales   | Suisse France                                           | Novak Djokovic Roger Federer Rafael Nadal Stanislas Wawrinka       |
| 2015 | Novak Djokovic Andy Murray        | Stanislas Wawrinka Novak Djokovic  | Novak Djokovic Roger Federer     | Novak Djokovic Roger Federer         | Novak Djokovic Roger Federer            | Pas de tournoi olympique          | 9 victoires 7 finales   | Grande-Bretagne Belgique                                | Novak Djokovic Andy Murray Roger Federer Stanislas Wawrinka        |
| 2016 | Novak Djokovic Andy Murray        | Novak Djokovic Andy Murray         | Andy Murray Milos Raonic         | Stanislas Wawrinka Novak Djokovic    | Andy Murray Novak Djokovic              | Andy Murray Juan Martín del Potro | 8 victoires 3 finales   | Argentine Croatie                                       | Andy Murray Novak Djokovic Milos Raonic Stanislas Wawrinka         |
| 2017 | Roger Federer Rafael Nadal        | Rafael Nadal Stanislas Wawrinka    | Roger Federer Marin Čilić        | Rafael Nadal Kevin Anderson          | Grigor Dimitrov David Goffin            | Pas de tournoi olympique          | 5 victoires 4 finales   | France Belgique                                         | Rafael Nadal Roger Federer Grigor Dimitrov Alexander Zverev        |
| 2018 | Roger Federer Marin Čilić         | Rafael Nadal Dominic Thiem         | Novak Djokovic Kevin Anderson    | Novak Djokovic Juan Martín del Potro | Alexander Zverev Novak Djokovic         | Pas de tournoi olympique          | 5 victoires 3 finales   | Croatie France                                          | Novak Djokovic Rafael Nadal Roger Federer Alexander Zverev         |
| 2019 | Novak Djokovic Rafael Nadal       | Rafael Nadal Dominic Thiem         | Novak Djokovic Roger Federer     | Rafael Nadal Daniil Medvedev         | Stéfanos Tsitsipás Dominic Thiem        | Pas de tournoi olympique          | 5 victoires 2 finales   | Espagne Canada                                          | Rafael Nadal Novak Djokovic Roger Federer Dominic Thiem            |
| 2020 | Novak Djokovic Dominic Thiem      | Rafael Nadal Novak Djokovic        | N/O                              | Dominic Thiem Alexander Zverev       | Daniil Medvedev Dominic Thiem           | Pas de tournoi olympique          | 2 victoires 0 finale *  | Coupe Davis : N/O ATP Cup : Serbie Espagne              | Novak Djokovic Rafael Nadal Dominic Thiem Daniil Medvedev          |
| 2021 | Novak Djokovic Daniil Medvedev    | Novak Djokovic Stéfanos Tsitsipás  | Novak Djokovic Matteo Berrettini | Daniil Medvedev Novak Djokovic       | Alexander Zverev Daniil Medvedev        | Alexander Zverev Karen Khachanov  | 2 victoires 1 finale ** | Coupe Davis : Russie Croatie ATP Cup : Russie Italie    | Novak Djokovic Daniil Medvedev Alexander Zverev Stéfanos Tsitsipás |
| 2022 | Rafael Nadal Daniil Medvedev      | Rafael Nadal Casper Ruud           | Novak Djokovic Nick Kyrgios      | Carlos Alcaraz Casper Ruud           | Novak Djokovic Casper Ruud              | Pas de tournoi olympique          | 1 victoire 2 finales    | Coupe Davis : Canada Australie ATP Cup : Canada Espagne | Carlos Alcaraz Rafael Nadal Casper Ruud Stéfanos Tsitsipás         |
| 2023 | Novak Djokovic Stéfanos Tsitsipás | Novak Djokovic Casper Ruud         | Carlos Alcaraz Novak Djokovic    | Novak Djokovic Daniil Medvedev       | Novak Djokovic Jannik Sinner            | Pas de tournoi olympique          | 2 victoires 0 finale    | Coupe Davis : Italie Australie                          | Novak Djokovic Carlos Alcaraz Daniil Medvedev Jannik Sinner        |
| 2024 | Jannik Sinner Daniil Medvedev     | Carlos Alcaraz Alexander Zverev    | Carlos Alcaraz Novak Djokovic    | Jannik Sinner Taylor Fritz           | Jannik Sinner Taylor Fritz              | Novak Djokovic Carlos Alcaraz     | 0 victoire 0 finale     | Coupe Davis : Italie Pays-Bas                           | Jannik Sinner Alexander Zverev Carlos Alcaraz Taylor Fritz         |

 * : en 2020, dû au COVID-19 seulement Rome, Cincinnati et Paris-Bercy ont été maintenus  

 ** : en 2021, le Big Four n'a pas pris part à un grand nombre de Masters 1000 

Autres performances importantes :
- Jeux olympiques :
  - Roger Federer médaille d'or en double messieurs en 2008 ;
  - Rafael Nadal médaille d'or en double messieurs en 2016 ;
  - Andy Murray médaille d'argent en double mixte en 2012.

- Masters 1000 en double messieurs :
  - Roger Federer vainqueur du Masters de Miami en 2003, finaliste du Masters d'Indian Wells en 2002 et 2011 ;
  - Rafael Nadal vainqueur du Masters de Monte-Carlo en 2008, du Masters d'Indian Wells en 2010 et 2012.

- ATP Cup :
  - Novak Djokovic vainqueur de la première édition en 2020 avec la Serbie ;
  - Rafael Nadal finaliste de la première édition avec l'Espagne.

- Hopman Cup :
  - Roger Federer vainqueur en 2001, 2018 et 2019 ;
  - Novak Djokovic finaliste en 2008 et 2013 ;
  - Andy Murray finaliste en 2010.

- Classement :
  - Roger Federer termine l'année no 6 en 2013, no 16 en 2016, 2021 et no 5 en 2020 ;
  - Rafael Nadal termine l'année no 5 en 2015, no 9 en 2016 et no 6 en 2021 ;
  - Novak Djokovic termine l'année no 12 en 2017 ;
  - Andy Murray termine l'année no 6 en 2014, no 16 en 2017, no 260 en 2018, no 125 en 2019, no 122 en 2020 et no 134 en 2021.

## Rivalité entre les membres duBig Four
Date de mise à jour : 29 juillet 2024
| Joueur         | Djokovic | Nadal | Federer | Murray | Total | % victoires |
| -------------- | -------- | ----- | ------- | ------ | ----- | ----------- |
| Novak Djokovic |          | 31-29 | 27-23   | 25-11  | 83-63 | 56,8        |
| Rafael Nadal   | 29-31    |       | 24-16   | 17-7   | 70-54 | 56,5        |
| Roger Federer  | 23-27    | 16-24 |         | 14-11  | 53-62 | 46,1        |
| Andy Murray    | 11-25    | 7-17  | 11-14   |        | 29-56 | 34,1        |

| Joueur         | Djokovic | Federer | Nadal | Murray | Total | % victoires |
| -------------- | -------- | ------- | ----- | ------ | ----- | ----------- |
| Novak Djokovic |          | 20-18   | 20-7  | 20-8   | 60-33 | 64,5        |
| Roger Federer  | 18-20    |         | 11-9  | 12-10  | 41-39 | 51,3        |
| Rafael Nadal   | 7-20     | 9-11    |       | 7-5    | 23-36 | 39,0        |
| Andy Murray    | 8-20     | 10-12   | 5-7   |        | 23-39 | 37,1        |

| Joueur         | Nadal | Djokovic | Federer | Murray | Total | % victoires |
| -------------- | ----- | -------- | ------- | ------ | ----- | ----------- |
| Rafael Nadal   |       | 20-9     | 14-2    | 7-2    | 41-13 | 76,0        |
| Novak Djokovic | 9-20  |          | 4-4     | 5-1    | 18-25 | 41,9        |
| Roger Federer  | 2-14  | 4-4      |         | 0-0    | 6-18  | 25          |
| Andy Murray    | 2-7   | 1-5      | 0-0     |        | 3-12  | 20          |

| Joueur         | Nadal | Federer | Murray | Djokovic | Total | % victoires |
| -------------- | ----- | ------- | ------ | -------- | ----- | ----------- |
| Roger Federer  | 3-1   |         | 2-1    | 1-3      | 6-5   | 54,5        |
| Rafael Nadal   |       | 1-3     | 3-0    | 2-2      | 6-5   | 54,5        |
| Novak Djokovic | 2-2   | 3-1     | 0-2    |          | 5-5   | 50,0        |
| Andy Murray    | 0-3   | 1-2     |        | 2-0      | 3-5   | 37,5        |

| Joueur         | Nadal | Djokovic | Federer | Murray | Total | % victoires |
| -------------- | ----- | -------- | ------- | ------ | ----- | ----------- |
| Rafael Nadal   |       | 11-7     | 10-4    | 7-2    | 28-13 | 68,3        |
| Novak Djokovic | 7-11  |          | 11-6    | 8-2    | 26-19 | 57,8        |
| Roger Federer  | 4-10  | 6-11     |         | 5-1    | 15-22 | 40,5        |
| Andy Murray    | 2-7   | 2-8      | 1-5     |        | 5-20  | 20          |

| Joueur         | Djokovic | Nadal | Murray | Federer | Total | % victoires |
| -------------- | -------- | ----- | ------ | ------- | ----- | ----------- |
| Novak Djokovic |          | 15-13 | 11-8   | 13-6    | 39-27 | 59,1        |
| Rafael Nadal   | 13-15    |       | 1-3    | 14-10   | 28-28 | 50          |
| Andy Murray    | 8-11     | 3-1   |        | 3-5     | 14-17 | 45,2        |
| Roger Federer  | 6-13     | 10-14 | 5-3    |         | 21-30 | 41,2        |

| Joueur         | Nadal | Djokovic | Federer | Murray | Total | % victoires |
| -------------- | ----- | -------- | ------- | ------ | ----- | ----------- |
| Novak Djokovic | 4-5   |          | 4-1     | 5-2    | 13-8  | 62,0        |
| Rafael Nadal   |       | 5-4      | 6-3     | 0-0    | 11-7  | 61,1        |
| Roger Federer  | 3-6   | 1-4      |         | 3-0    | 7-10  | 41,2        |
| Andy Murray    | 0-0   | 2-5      | 0-3     |        | 2-8   | 20          |

| Joueur                                                                                          | Murray | Djokovic | Federer | Nadal | Total | % victoires |
| ----------------------------------------------------------------------------------------------- | ------ | -------- | ------- | ----- | ----- | ----------- |
| Andy Murray                                                                                     |        | 1-0      | 0-0     | 0-0   | 1-0   | 100         |
| Novak Djokovic                                                                                  | 0-1    |          | 2-0*    | 1-0   | 3-1   | 75          |
| Roger Federer                                                                                   | 0-0    | 0-2*     |         | 1-0   | 1-2   | 33,3        |
| Rafael Nadal                                                                                    | 0-0    | 0-1      | 0-1     |       | 0-2   | 0           |
| *La finale de 2014 entre Djokovic et Federer n'est pas prise en compte dû au forfait du Suisse. |        |          |         |       |       |             |

| Joueur         | Murray | Djokovic | Nadal | Federer | Total | % victoires |
| -------------- | ------ | -------- | ----- | ------- | ----- | ----------- |
| Andy Murray    |        | 5-5      | 1-1   | 2-0     | 8-6   | 57,1        |
| Rafael Nadal   | 1-1    | 7-7      |       | 7-5     | 15-13 | 53,6        |
| Novak Djokovic | 5-5    |          | 7-7   | 5-3     | 17-15 | 53,1        |
| Roger Federer  | 0-2    | 3-5      | 5-7   |         | 8-14  | 36,3        |

### Rivalité Federer-Nadal
Cette rivalité est décrite par certains commentateurs comme la plus grande rivalité de l'histoire du tennis. Entre juillet 2005 et août 2009, ces deux joueurs sont restés classés sans interruption dans le top 2 au classement ATP et 24 de leurs 40 matchs ont été des finales, dont 9 en Grand Chelem, un record.
Sur leurs 40 rencontres en simple, Nadal mène 24-16. Hormis leurs confrontations sur terre battue, la surface de prédilection de Rafael Nadal où il mène 14-2 face au Suisse, le score est de 14-10 en faveur de Federer sur les autres surfaces (11-9 sur surfaces dures, 3-1 sur gazon pour Federer).
Cette rivalité a donné lieu à plusieurs records pour un duo de joueurs masculins : 
- du tournoi de Wimbledon 2003 à l'US Open 2010, Federer et Nadal ont gagné 25 des 30 titres du Grand Chelem (en excluant l'US Open 2003, Roland-Garros 2004, l'Open d'Australie 2005 et 2008 et l'US Open 2009). Pendant cette période chacun d'eux a complété le Grand Chelem en carrière (Nadal a également complété le Grand Chelem doré en gagnant la médaille d'or aux Jeux olympiques de Pékin, en 2008) ;
- Federer-Nadal est, dans l'ère Open, la seule paire de joueurs respectivement numéro 1 et numéro 2 à se disputer la finale de Roland-Garros et de Wimbledon la même année, et ce trois années consécutives (2006, 2007, 2008) ;
- dans l'histoire du tennis, Federer-Nadal est la paire de joueurs à avoir disputé le plus de finales de Grand Chelem l'un contre l'autre : 9 finales (Wimbledon 2006, 2007 et 2008 ; Roland-Garros 2006, 2007, 2008 et 2011 ; Open d'Australie 2009 et 2017). Le précédent record, de 7 finales, était détenu par Bill Tilden et Bill Johnston ;
- Federer-Nadal est la seule paire de joueurs respectivement numéro 1 et numéro 2 — ainsi que les deux seuls joueurs de l'histoire — à avoir gagné 11 titres de Grand Chelem consécutivement (de Roland-Garros 2005 à l'US Open 2007) ;
- durant l'ère Open, ils sont une des deux seules paires de joueurs à s'être affrontés lors de trois finales du même tournoi du Grand Chelem pendant trois années consécutives :
  - Becker-Edberg : Wimbledon 1988, 1989, 1990,
  - Federer-Nadal : Wimbledon 2006, 2007, 2008 et Roland-Garros 2006, 2007, 2008 ;

- Federer-Nadal est l'unique paire de joueurs à avoir gagné au moins quatre finales consécutives lors de trois tournois du Grand Chelem différents durant la même période :
  - Nadal : Roland-Garros 2005, 2006, 2007, 2008,
  - Federer : Wimbledon 2003, 2004, 2005, 2006, 2007,
  - Federer : US Open 2004, 2005, 2006, 2007, 2008 ;
- de Wimbledon 2004 à l'US Open 2010, au moins l'un de ces deux joueurs est apparu dans 24 des 26 finales disputées, et à eux deux ils en ont gagné 23 (hormis l'Open d'Australie 2005, 2008 et l'US Open 2009) ;
- la paire Federer-Nadal a gagné 8 fois de suite le tournoi de Wimbledon (de 2003 à 2010 : Federer 6 fois et Nadal 2 fois) et 10 fois de suite celui de Roland-Garros (de 2005 à 2014 : Nadal 9 fois et Federer une fois) ;
- durant l'ère Open, seules cinq paires de joueurs se sont rencontrés en finale de 3 différents Grands Chelems :
  - Lendl-Wilander (Open d'Australie 1983, Roland-Garros 1985, US Open 1987),
  - Agassi-Sampras (US Open 1990, Open d'Australie 1995, Wimbledon 1999),
  - Federer-Nadal (Roland-Garros 2006, Wimbledon 2006, Open d'Australie 2009),
  - Nadal-Djokovic (en finale des 4 Grands Chelems),
  - Djokovic-Murray (en finale des 4 Grands Chelems).

### Rivalité Nadal-Djokovic
C'est la rivalité qui s'est jouée le plus grand nombre de fois dans l'ère Open du tennis, à savoir 60 fois. De juin 2005 à avril 2015 pour Nadal, et d'août 2007 à juin 2017 pour le second, ils ont toujours été membres du top 3, à quelques semaines près. Plus précisément, ils se sont partagé la première place du classement ATP du 7 juin 2010 au 6 novembre 2016, avec seulement 17 semaines d'interruption, soit 318 semaines. Ils se sont rencontrés quatre fois de suite en finale des quatre tournois du Grand Chelem en 2011/2012. Sur le total de leurs confrontations, Djokovic mène 31 victoires à 29.
Hormis leurs confrontations sur terre battue, la surface de prédilection de Rafael Nadal, où l'Espagnol mène 20-9 face au Serbe, le score est plus en faveur de Djokovic (22-9) sur les surfaces rapides (20-7 sur surfaces dures dont 5-2 en indoor). Sur gazon, le peu de matchs joués entre les deux joueurs ne permet pas réellement de faire une distinction (chacun ayant 2 victoires).
Cette rivalité a donné lieu à quelques records :
- durant l'ère open, c'est la paire qui s'est rencontrée le plus souvent, soit 60 fois ;
- durant l'ère open, c'est la paire qui s'est rencontrée le plus souvent en finale, soit 28 fois ;
- durant l'ère open, c'est la paire avec celle de Federer-Nadal qui s'est rencontrée le plus souvent en finale de Grand Chelem, soit 9 fois ;
- durant l'ère open, c'est la paire qui s'est rencontrée le plus souvent dans un même tournoi à Roland-Garros, soit 10 fois ;
- durant l'ère open c'est la paire qui s'est rencontrée le plus souvent en Grand Chelem, soit 18 fois ;
- durant l'ère open, ils détiennent la plus longue finale en Grand Chelem (5h53 à l'open d'Australie en 2012) ;
- durant l'ère open, c'est la seule paire avec celle de Djokovic-Murray qui s'est rencontrée en finale des quatre différents Grands Chelems :
  1. Nadal-Djokovic (US Open 2010, Wimbledon 2011, Open d'Australie 2012, Roland-Garros 2012),
  2. Djokovic-Murray (Open d'Australie 2011, US Open 2012, Wimbledon 2013, Roland-Garros 2016) ;
- durant l'ère open, c'est la seule paire qui s'est rencontrée en finale des quatre différents Grands Chelems consécutivement :
  1. Nadal-Djokovic (Wimbledon 2011, US Open 2011, Open d'Australie 2012, Roland-Garros 2012) ;
- bien qu'accusant une moyenne de plus de 2 défaites pour 1 victoire, Djokovic est de loin le joueur qui a le plus souvent battu Nadal sur terre-battue, l'ayant emporté contre lui à 8 reprises sur cette surface alors qu'aucun autre joueur n'y a battu Nadal plus de 4 fois. Il est par ailleurs le seul joueur à avoir battu Nadal deux fois à Roland-Garros.

### Rivalité Federer-Djokovic
Ils se sont rencontrés à 50 reprises, ce qui constitue la 2e plus longue rivalité derrière la rivalité Nadal-Djokovic. Sur 50 duels, Djokovic mène avec 27 victoires. Dans leurs confrontations sur surface rapide, Djokovic mène également 23-19, mais sur terre battue, c'est l'égalité à 4-4. Sur dur, c'est Djokovic qui mène 20-18. Il mène en condition indoor, 6-5, mais aussi outdoor, 14-13. Sur gazon, Djokovic mène 3-1. La particularité de cette rivalité est que les deux joueurs se sont rencontrés sur chaque tournoi du Grand Chelem.
Cette rivalité a donné lieu à quelques records :
- durant l'ère Open, c'est la paire de joueurs à s'être rencontrés le plus souvent sur surface dure, soit 38 fois ;
- durant l'ère Open, c'est la paire de joueurs à s'être rencontrés le plus souvent en demi-finales de Grand Chelem, soit 11 fois ;
- durant l'ère Open, c'est la paire de joueurs à s'être rencontrés le plus souvent à l'US Open, soit 6 fois ;
- durant l'ère Open, c'est la seule paire de joueurs à s'être rencontrés cinq fois de suite dans un même tournoi du Grand Chelem (US Open).

### Rivalité Djokovic-Murray
Ils se sont rencontrés à 36 reprises, dont 10 en Grand Chelem, et dont 4 rencontres en finale de l'Open d'Australie ce qui constitue un record. Ils se sont également rencontrés en finale des 4 tournois du Grand Chelem, un record partagé par la paire Nadal-Djokovic.
Sur 36 duels, Djokovic mène avec 25 victoires. Dans leurs confrontations sur surface rapide, Djokovic mène également 20-10, de même que sur terre battue où il mène 5-1. Sur dur, que ce soit en condition outdoor ou indoor, c'est Novak Djokovic qui mène respectivement 16-7 et 4-1. Enfin, sur gazon, c'est Andy Murray qui mène 2-0.
Cette rivalité a donné lieu à quelques records :
- durant l'ère Open, c'est la paire de joueurs à s'être rencontrés le plus souvent en finale de l'Open d'Australie, soit 4 fois ;
- durant l'ère Open, c'est l'une des deux seules paires de joueurs à s'être rencontrés en finale des quatre tournois du Grand Chelem :
  - Nadal-Djokovic (US Open 2010, Wimbledon 2011, Open d'Australie 2012, Roland-Garros 2012),
  - Djokovic-Murray (Open d'Australie 2011, US Open 2012, Wimbledon 2013, Roland-Garros 2016).

### Rivalité Federer-Murray
Federer et Murray se sont affrontés à 25 reprises, le Suisse menant 14-11. Federer mène 12–10 sur dur et 2–1 sur gazon. Par ailleurs, la particularité de cette rivalité et que les deux joueurs ne se sont jamais rencontrés sur terre battue. Federer mène 5-1 en match de Grand Chelem, dont trois victoires en finale, à l'US Open, en Australie et à Wimbledon. Cependant, Murray mène 9-8 en format deux sets gagnants, menant 6-3 en Masters 1000 (2-0 en finale).

### Rivalité Nadal-Murray
Murray et Nadal se sont affrontés à 24 reprises, sur toutes les surfaces et dans chaque tournoi du Grand Chelem, Nadal menant 17-7. Nadal mène 7-2 sur terre battue, 3-0 sur gazon et 7-5 sur dur. Ils se sont rencontrés à 9 reprises en Grand Chelem, Nadal menant 7-2 (3-0 à Wimbledon, 2-0 à Roland Garros, et à égalité 1–1 en Australie ainsi qu'à l'US Open). C'est la seule paire de joueurs du Big Four à ne s'être jamais affrontés en finale de Grand Chelem. Entre l'Open d'Australie 2010 et Roland Garros 2014, au moins un des deux joueurs a participé à une finale de Grand Chelem. Ils se sont affrontés à 6 reprises en demi-finales et 2 fois en quarts de finale de Grand Chelem, ce qui fait de cette rivalité une des plus importantes du tennis masculin.

## Statistiques
Date de mise à jour : semaine du 7 avril 2025
À eux quatre, les joueurs du Big Four détiennent :

### Au classement ATP
- Répartition du nombre de semaines aux quatre premières places :
  - à la première place : Novak Djokovic pendant 428 semaines, Roger Federer pendant 310 semaines, Rafael Nadal pendant 209 semaines, Andy Murray pendant 41 semaines ;
  - à la deuxième place : Rafael Nadal pendant 387 semaines, Roger Federer pendant 218 semaines, Novak Djokovic pendant 171 semaines, Andy Murray pendant 79 semaines ;
  - à la troisième place : Roger Federer pendant 222 semaines, Novak Djokovic pendant 157 semaines, Andy Murray pendant 106 semaines, Rafael Nadal pendant 90 semaines ;
  - à la quatrième place : Andy Murray pendant 181 semaines, Rafael Nadal pendant 70 semaines, Roger Federer pendant 54 semaines, Novak Djokovic pendant 40 semaines.
- La première place du classement ATP pendant 988 semaines dont 921 en continu entre le 2 février 2004 et le 21 février 2022.
- Les deux premières places du classement ATP pendant 797 semaines et en continu pendant 795 semaines entre le 25 juillet 2005 et le 8 mars 2021.
- Les trois premières places du classement ATP pendant 529 semaines et en continu pendant 309 semaines du 13 août 2007 au 1er juillet 2013.
- Les quatre premières places du classement ATP pendant 238 semaines et en continu pendant 213 semaines du 8 septembre 2008 au 21 janvier 2013, à l'exception d'une semaine en janvier 2010, deux semaines en avril 2010, deux semaines en novembre 2010 et trois mois début 2011 (Andy Murray passant à chaque fois à la 5e place).

- De septembre 2008 à septembre 2024, quinze joueurs ont atteint le top 4 en dehors du Big Four (meilleur classement) :
  - no 1 : Daniil Medvedev pendant 16 semaines en 2022 ; Carlos Alcaraz pendant 16 semaines en 2022 et 20 semaines en 2023 ;  Jannik Sinner pendant 30 semaines en 2024 et 14 semaines en 2025 ;
  - no 2 : Alexander Zverev pendant 13 semaines en 2022, 12 semaines en 2024 et 14 semaines en 2025 ; et Casper Ruud pendant 3 semaines en 2022 ;
  - no 3 : David Ferrer pendant 17 semaines en 2013 puis 3 semaines en 2014 ; Stanislas Wawrinka pendant 23 semaines en 2014, 13 semaines en 2016 puis 25 semaines en 2017 ; Milos Raonic pendant 6 semaines en 2016 puis 4 semaines en 2017 ; Grigor Dimitrov pendant 6 semaines en 2017 puis 3 semaines en 2018 ; Marin Čilić pendant 10 semaines en 2018 ; Juan Martín del Potro pendant 4 semaines en 2018 ; Dominic Thiem pendant 22 semaines en 2020  puis 7 semaines en 2021 ; Stéfanos Tsitsipás pendant 13 semaines en 2021, 2 semaines en 2022 et 10 semaines en 2023 ;
  - no 4 :  Robin Söderling pendant 2 semaines en 2010 puis 12 semaines en 2011 ; Tomáš Berdych pendant 3 semaines en 2015 ; Kei Nishikori pendant 8 semaines en 2015,  2 semaines en 2016 puis 2 semaines en 2017 ; Taylor Fritz pendant 7 semaines en 2024 et 14 semaines en 2025 ; Holger Rune pendant 6 semaines en 2023.

### En Grand Chelem
- Le Big Four a remporté toutes les victoires en tournois du Grand Chelem de Roland-Garros 2005 à l'US Open 2023 à l'exception de :
  - l'US Open 2009 (Juan Martín del Potro) ;
  - l'Open d'Australie 2014, Roland-Garros 2015 et l'US Open 2016 (Stanislas Wawrinka) ;
  - l'US Open 2014 (Marin Čilić) ;
  - l'US Open 2020 (Dominic Thiem) ;
  - l'US Open 2021 (Daniil Medvedev) ;
  - Wimbledon 2023 (Carlos Alcaraz).

En 2024 Jannik Sinner remporte l'Open d'Australie et de l'US Open et Carlos Alcaraz remporte  Roland-Garros et Wimbledon.
Durant la période, de 2005 à 2023, le Big Four a remporté :
- toutes les éditions de l'Open d'Australie depuis 2006, excepté l'Open d'Australie 2014 (Rafael Nadal étant finaliste et Stanislas Wawrinka vainqueur) ;
- toutes les éditions du Tournoi de Roland-Garros depuis 2005, excepté Roland-Garros 2015 (Novak Djokovic étant finaliste et Stanislas Wawrinka vainqueur) ;
- toutes les éditions du Tournoi de Wimbledon depuis 2003, excepté Wimbledon 2023 (Novak Djokovic étant finaliste et Carlos Alcaraz vainqueur) ;
- la quasi-totalité des éditions de l'US Open depuis 2004, hormis l'US Open 2009 (Roger Federer étant finaliste et Juan Martín del Potro vainqueur), l'US Open 2014 (remporté par Marin Čilić, vainqueur de Kei Nishikori), l'US Open 2016 (Novak Djokovic étant finaliste et Stanislas Wawrinka vainqueur) l'US Open 2020 (remporté par Dominic Thiem, vainqueur d'Alexander Zverev), l'US Open 2021 (Novak Djokovic étant finaliste et Daniil Medvedev vainqueur), l'US Open 2022 (remporté par Carlos Alcaraz, vainqueur de Casper Ruud).

Par ailleurs, Roger Federer détient seul et toutes périodes confondues le record du plus grand nombre de victoires en simple à l'Open d'Australie (102) et à Wimbledon (105) ; Rafael Nadal détient ce même record à Roland Garros (112). Ainsi, seul l'US Open n'affiche pas un membre du Big Four comme son plus grand compétiteur de l'histoire, exploit actuellement détenu par de Jimmy Connors avec 98 victoires ; le plus proche est Novak Djokovic avec 90 victoires.

### AuMasters
- La quasi-totalité des victoires au Masters de 2003 à 2023, hormis 2005 (Roger Federer étant finaliste et David Nalbandian vainqueur) et 2009 (remporté par Nikolay Davydenko) puis en 2017 (remporté par Grigor Dimitrov), 2018 (Novak Djokovic étant finaliste et Alexander Zverev vainqueur), 2019 (remporté par Stéfanos Tsitsipás), 2020 (remporté par Daniil Medvedev) et 2021 (remporté par Alexander Zverev).

- Le forfait de Novak Djokovic en 2024 met fin à une série de 23 éditions du Masters consécutives avec au moins un représentant du Big Four.

### EnMasters 1000
- Un total de 109 victoires lors des 138 éditions des Masters 1000 entre 2005 et 2020 (le Big Four n'en a concédé que 4 en 2017, 2018 et 2019, 3 en 2006 et 2010, 2 en 2007, 2008 et 2014, 1 en 2005, 2009, 2012, 2016 et 2020, aucun en 2011, 2013 et 2015) soit 79 % de ceux-ci. Cette statistique prend fin lors de la saison 2021 en raison d'un grand nombre de forfaits du Big 4 dans cette catégorie.

- 2024 est la première année depuis 2001 où aucun titre d'un Masters 1000 n'est remporté par un des membres du Big Four.

### Aux Jeux Olympiques
- Tous les titres olympiques en simple sur la période 2008 - 2024 sauf ceux de 2020 (remportés par Alexander Zverev) : Rafael Nadal en 2008 à Pékin, Andy Murray en 2012 à Londres et en 2016 à Rio de Janeiro et Novak Djokovic en 2024 à Paris.

## LeBig Fourconfronté au reste du circuit
Les membres du Big Four cumulent 69 titres du Grand Chelem (Djokovic détient le record avec 24. Nadal en a gagnés 22, Federer 20 et Murray 3). 
Parmi les autres joueurs en activité, seuls cinq joueurs ont remporté au moins un de ces tournois : Carlos Alcaraz (4), Stanislas Wawrinka (3), Jannik Sinner (2), Marin Čilić (1) et Daniil Medvedev (1). Juan Martín del Potro, qui a pris sa retraite en 2022 et Dominic Thiem, qui a pris sa retraite en 2024, en ont également remporté un. 
Il est arrivé seulement six fois qu'un autre joueur parvienne à battre deux joueurs du Big Four lors d'un même tournoi du Grand Chelem : 

### Joueurs ayant battu au moins une fois chaque membre duBig Fouren Grand Chelem
- Stanislas Wawrinka :
  - bat Andy Murray : US Open 2010, US Open 2013, Roland Garros 2017 et 2020
  - bat Novak Djokovic : Open d'Australie 2014, Roland Garros 2015, US Open 2016 et 2019
  - bat Rafael Nadal : Open d'Australie 2014
  - bat Roger Federer : Roland Garros 2015
- Tomáš Berdych :
  - bat Andy Murray : Roland-Garros 2010
  - bat Roger Federer : Wimbledon 2010 et US Open 2012
  - bat Novak Djokovic : Wimbledon 2010 et Wimbledon 2017
  - bat Rafael Nadal : Open d'Australie 2015
- Jo-Wilfried Tsonga :
  - bat Andy Murray : Open d'Australie 2008
  - bat Rafael Nadal : Open d'Australie 2008
  - bat Novak Djokovic : Open d'Australie 2010
  - bat Roger Federer : Wimbledon 2011 et Roland-Garros 2013

### Victoires sur trois joueurs duBig Fouren Grand Chelem
- Andy Roddick :
  - bat Rafael Nadal : US Open 2004
  - bat Novak Djokovic : Open d'Australie 2009
  - bat Andy Murray : Wimbledon 2009
- Fernando Verdasco :
  - bat Novak Djokovic : US Open 2005
  - bat Andy Murray : Open d'Australie 2009 et US Open 2018
  - bat Rafael Nadal : Open d'Australie 2016
- Marin Čilić :
  - bat Andy Murray : US Open 2009
  - bat Roger Federer : US Open 2014
  - bat Rafael Nadal : Open d'Australie 2018
- Stéfanos Tsitsipás :
  - bat Roger Federer : Open d'Australie 2019
  - bat Rafael Nadal : Open d'Australie 2021
  - bat Andy Murray : US Open 2021

### Victoires sur deux joueurs duBig Fouren Grand Chelem
- Arnaud Clément :
  - bat Roger Federer : Open d'Australie 2000 et Open d'Australie 2001
  - bat Andy Murray : US Open 2005
- David Nalbandian :
  - bat Roger Federer : Open d'Australie 2003 et US Open 2003
  - bat Andy Murray : Wimbledon 2005
- Lleyton Hewitt :
  - bat Rafael Nadal : Open d'Australie 2004 et Open d'Australie 2005
  - bat Novak Djokovic : US Open 2006
- Marat Safin :
  - bat Roger Federer : Open d'Australie 2005
  - bat Novak Djokovic : Open d'Australie 2005 et Wimbledon 2008
- David Ferrer :
  - bat Rafael Nadal : US Open 2007 et Open d'Australie 2011
  - bat Andy Murray : Roland-Garros 2012
- Juan Martín del Potro :
  - bat Rafael Nadal : US Open 2009 et US Open 2018
  - bat Roger Federer : US Open 2009 et US Open 2017
- Tommy Haas :
  - bat Roger Federer : Open d'Australie 2002
  - bat Novak Djokovic : Wimbledon 2009
- Mario Ančić :
  - bat Roger Federer : Wimbledon 2002
  - bat Novak Djokovic : Wimbledon 2006
- Fernando González :
  - bat Rafael Nadal : Open d'Australie 2007
  - bat Andy Murray : Roland-Garros 2009
- Robin Söderling :
  - bat Rafael Nadal : Roland-Garros 2009
  - bat Roger Federer : Roland-Garros 2010
- Kei Nishikori :
  - bat Novak Djokovic : US Open 2014
  - bat Andy Murray : US Open 2016
- Sam Querrey :
  - bat Novak Djokovic : Wimbledon 2016
  - bat Andy Murray : Wimbledon 2017
- Grigor Dimitrov :
  - bat Andy Murray : Wimbledon 2014
  - bat Roger Federer : US Open 2019
- Dominic Thiem :
  - bat Novak Djokovic : Roland-Garros 2017 et Roland-Garros 2019
  - bat Rafael Nadal : Open d'Australie 2020

### Confrontations directes face aux autres joueurs du circuit
Ce tableau représente les confrontations directes du Big Four face aux joueurs les ayant tous battus au moins une fois, ou alors qui totalisent des succès sur trois d'entre eux avec un minimum de 10 victoires au total.
Les joueurs en gras sont toujours en activité sur le circuit ATP. Les bilans négatifs pour un membre du Big Four sont en rouge et en vert en cas de zéro défaite.
Date de mise à jour : 10 juin 2024
| Joueur (meilleur classement) | Federer | Nadal  | Djokovic | Murray | Total   | % victoires |
| ---------------------------- | ------- | ------ | -------- | ------ | ------- | ----------- |
| Dominic Thiem (3)            | 5–2     | 6–10   | 5–7      | 2–3    | 18–22   | 45,0        |
| Andrey Rublev (5)            | 1-0     | 1-2    | 1-4      | 2-1    | 5-7     | 41,7        |
| Alexander Zverev (2)         | 4–3     | 4–7    | 4–8      | 1–3    | 13–21   | 38,2        |
| David Nalbandian (3)         | 8–11    | 2–5    | 1–4      | 2–5    | 13–25   | 34,2        |
| Arnaud Clément (10)          | 3–8     | 1–3    | 1–3      | 2–1    | 7–15    | 31,8        |
| Lleyton Hewitt (1)           | 9–18    | 4–7    | 1–6      | 0–1    | 14–32   | 30,4        |
| Mario Ančić (7)              | 1–6     | 1–4    | 1–3      | 3-2    | 6–15    | 28,6        |
| Nick Kyrgios (13)            | 1–6     | 3–6    | 2–1      | 1–5    | 7–18    | 28,0        |
| Nikolay Davydenko (3)        | 2–19    | 6-5    | 2–6      | 4–6    | 14–36   | 28,0        |
| Fernando González (5)        | 1–12    | 3–7    | 2-1      | 2-1    | 8–21    | 27,6        |
| Stefanos Tsitsipas (3)       | 2–2     | 2–7    | 2–11     | 2–1    | 8–21    | 27,6        |
| Juan Martín del Potro (3)    | 6–18    | 6–11   | 4–16     | 3–7    | 19–52   | 26,8        |
| Andy Roddick (1)             | 3–21    | 3–7    | 5-4      | 3–8    | 14–40   | 25,9        |
| Jo-Wilfried Tsonga (5)       | 6–12    | 4–10   | 6–17     | 2–14   | 18–53   | 25,4        |
| Ivan Ljubičić (3)            | 3–13    | 2–7    | 2–7      | 3–4    | 10–31   | 24,4        |
| Stanislas Wawrinka (3)       | 3–22    | 3–19   | 6–21     | 10–13  | 22–75   | 22,7        |
| Tomáš Berdych (4)            | 6–20    | 4–20   | 3–25     | 6–11   | 19–76   | 20,0        |
| David Ferrer (3)             | 0–17    | 6–26   | 5–16     | 6–14   | 17–73   | 18,8        |
| Fernando Verdasco (7)        | 0–7     | 3–17   | 4–11     | 4–13   | 11–48   | 18,6        |
| Kei Nishikori (4)            | 3–8     | 2–12   | 2–16     | 2–9    | 9–45    | 17,3        |
| Grigor Dimitrov (3)          | 1–7     | 1–14   | 1–12     | 5–8    | 8–41    | 16,3        |
| Robin Söderling (4)          | 1–16    | 2–6    | 1–6      | 2–3    | 6–31    | 16,2        |
| Marin Čilić (3)              | 1–10    | 2–7    | 2–19     | 3–12   | 8–48    | 14,3        |
| Gilles Simon (6)             | 2–7     | 1–8    | 1–11     | 3–16   | 7–42    | 14,3        |
| Total                        | 71–265  | 71–225 | 63–234   | 72–160 | 277–884 | 23,6        |